# Danh sách cây ăn quả

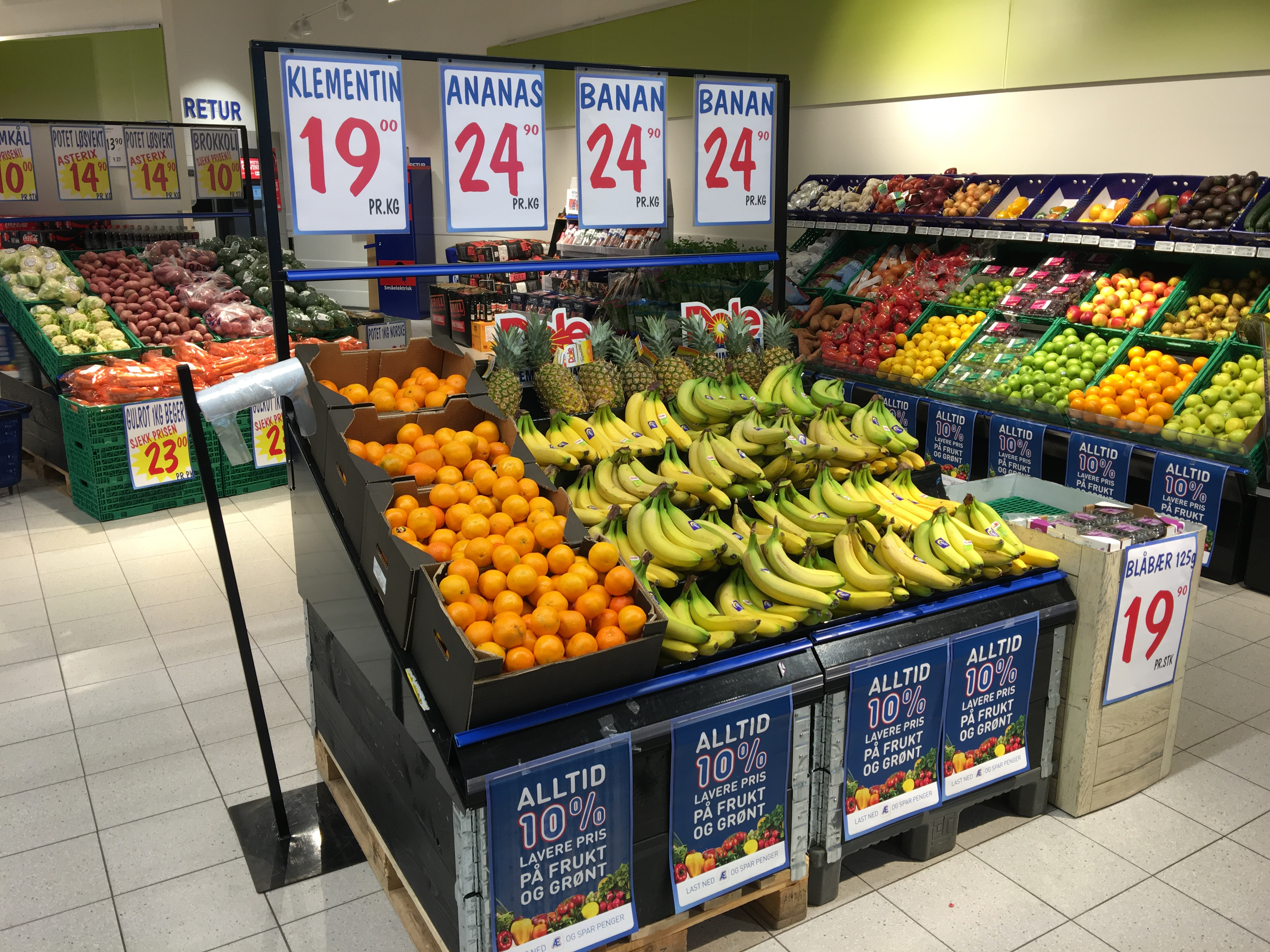
Nhiều loại trái cây được bày bán tại một cửa hàng tạp hóa

Danh sách này bao gồm tên của các loại trái cây được coi là có thể ăn tươi hoặc trong một số món ăn. Từ "trái cây" được sử dụng theo nhiều cách khác nhau. Định nghĩa về trái cây cho danh sách này là "Bất kỳ bộ phận ngọt, ăn được nào của thực vật giống trái cây, ngay cả khi nó không phát triển từ nhụy hoa; cũng được sử dụng theo nghĩa không chính xác trên thực tế đối với một số loại rau quả ngọt hoặc nửa ngọt, một số có thể giống trái cây thật hoặc là được sử dụng trong nấu nướng như thể chúng là một loại trái cây, chẳng hạn như đại hoàng."
Nhiều bộ phận thực vật ăn được là trái thực sự (nói về mặt thực vật học) nhưng không được coi là trái cây. Chúng được xếp vào loại rau ăn quả (ví dụ: cà chua, bí xanh, v.v.), và do đó chúng không xuất hiện trong danh sách này. Tương tự như vậy, một số loại trái cây được phân loại là các loại hạt (ví dụ như hạt Brazil), và cũng không xuất hiện ở đây. Bởi vì tất cả những điều này, danh sách này cũng không chính xác về mặt thực vật học với cách các loại trái cây được phân nhóm, thay vào đó, các loại trái cây được nhóm lại với nhau dựa trên những điểm tương đồng về mặt vật lý (ví dụ chuối về mặt thực vật học là một loại quả mọng, nhưng thường không được gọi là như vậy, và chúng không được xếp chung nhóm với các loại quả mọng khác).

## Pome

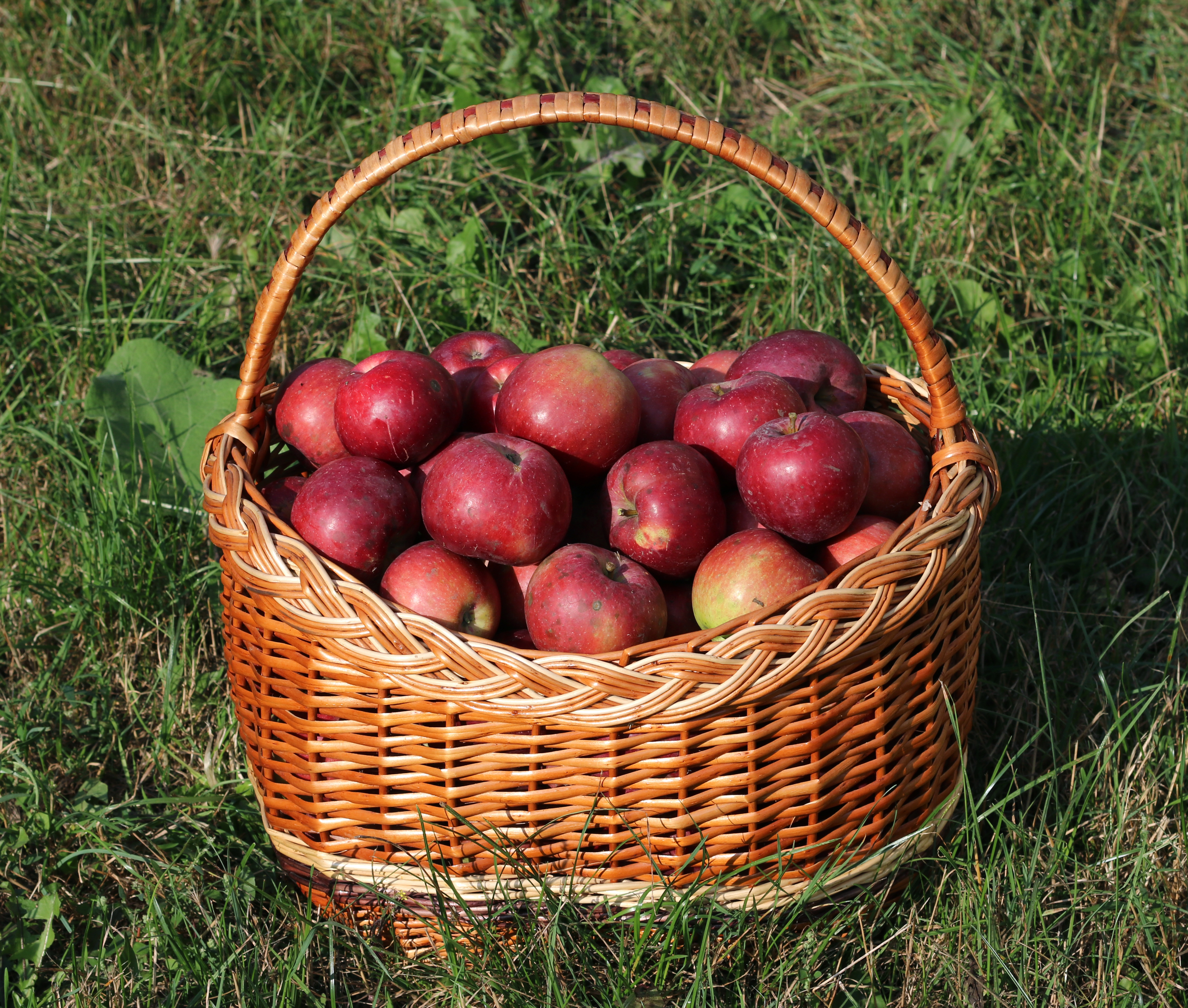
Một giỏ táo

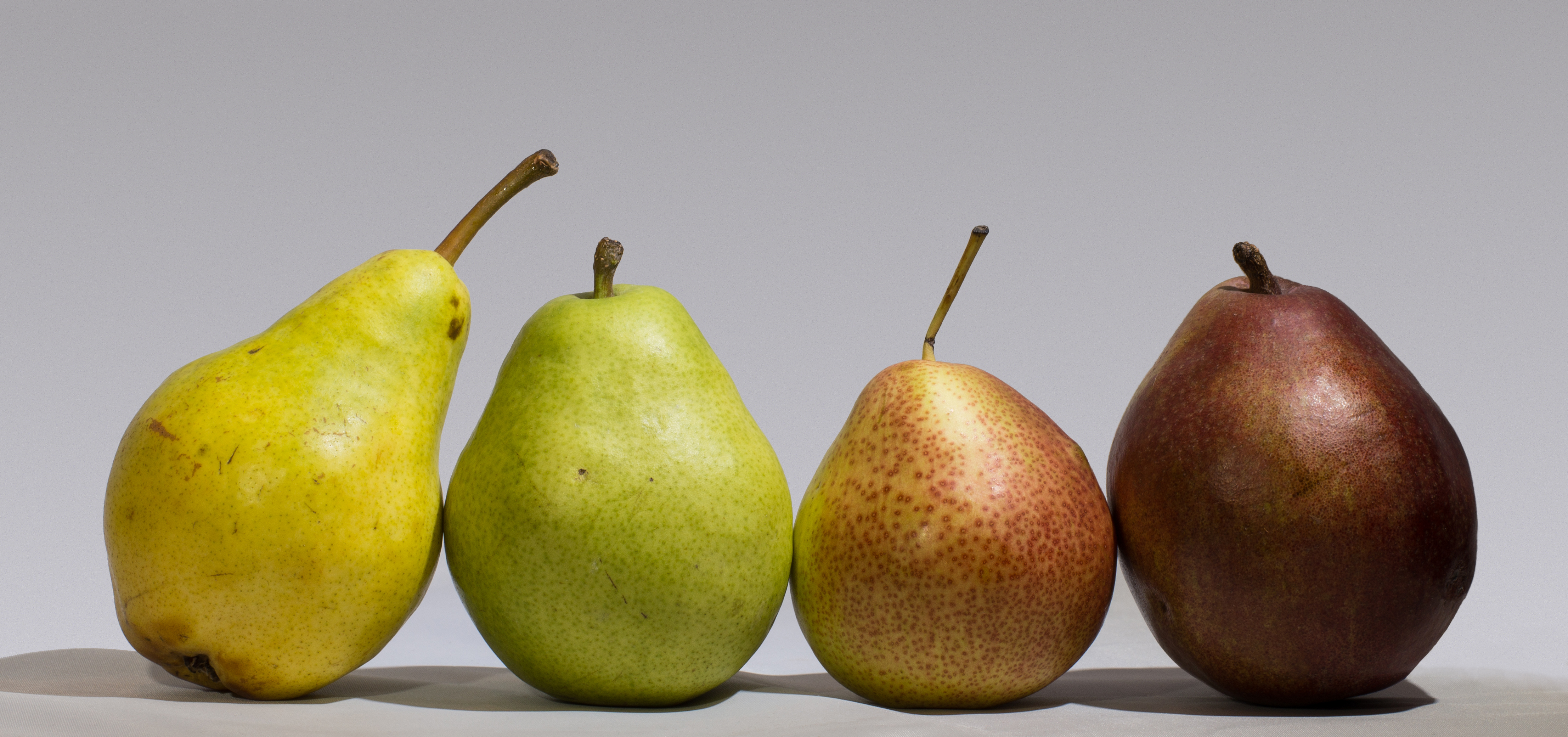
Các giống lê khác nhau

Pome bao gồm bất kỳ quả giả giòn nào bao quanh "lõi" không thể ăn được của quả và thường có các hạt được sắp xếp theo hình giống như hình sao. (Ở đây bao gồm trái cây cỡ quả mọng.)
| Tên thông thường        | Danh pháp hai phần      | Danh sách giống |
| ----------------------- | ----------------------- | --------------- |
| Táo tây                 | Malus domesta           | Các giống táo   |
| Mộc qua Trung Quốc      | Pseudocydonia sinensis  |                 |
| Chokeberry              | Aronia melanocarpa      |                 |
| Táo gai                 | Crataegus rhipidophylla |                 |
| Táo mèo                 | Docynia indica          |                 |
| Jagua                   | Genipa americana        |                 |
| Lô Quất                 | Eriobotrya japonica     |                 |
| Lobi-lobi               | Flacourtia inermis      |                 |
| Sơn tra châu Âu         | Mespilus germanica      |                 |
| Táo Niedzwetzky         | Malus niedzwetzkyana    |                 |
| Lê châu Âu              | Pyrus Communis          | Các giống lê    |
| Lê châu Á               | Pyrus Pyrifolia         |                 |
| Mắc cọp                 | Pyrus granulosa         |                 |
| Mộc qua Kavkaz          | Cydonia oblonga         |                 |
| Ramontchi               | Flacourtia indica       |                 |
| Hoa hồng                | Rosa                    |                 |
| Thanh lương trà         | Sorbus aucuparia        |                 |
| Hồng xiêm/ Sapôchê      | Manilkara zapota        |                 |
| Scarlet firethorn       | Pyracantha coccinea     |                 |
| Serviceberry, juneberry | Amelanchier             |                 |
| Shipova                 | × Pyraria irregularis   |                 |
| Thanh lương trà vườn    | Sorbus domestica        |                 |
| Toyon                   | Heteromeles arbutifolia |                 |
| Lê Cerrado              | Eugenia klotzschiana    |                 |
| Viết                    | Manilkara kauki         |                 |

## Quả hạch

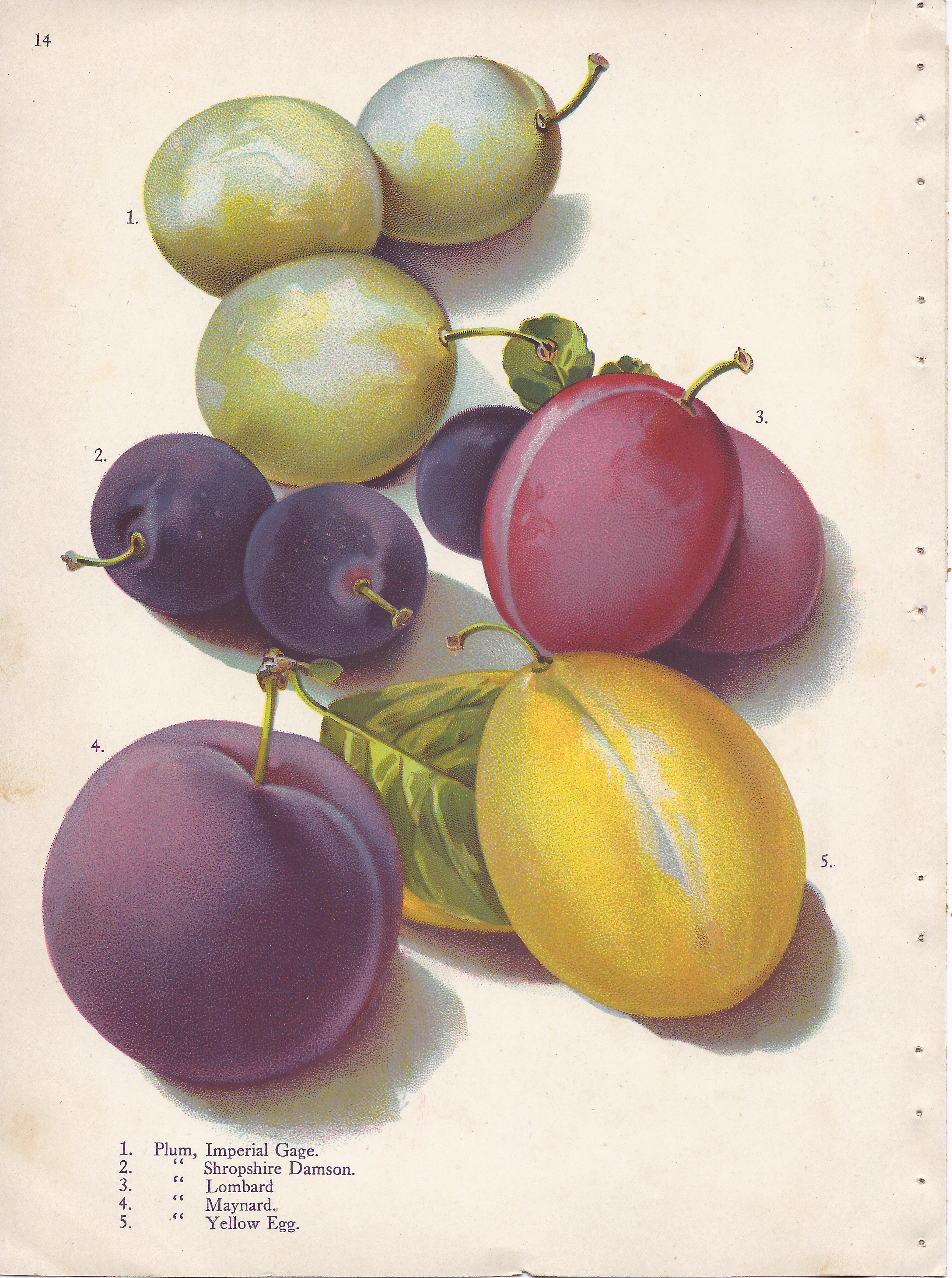
Hình minh họa quả mận

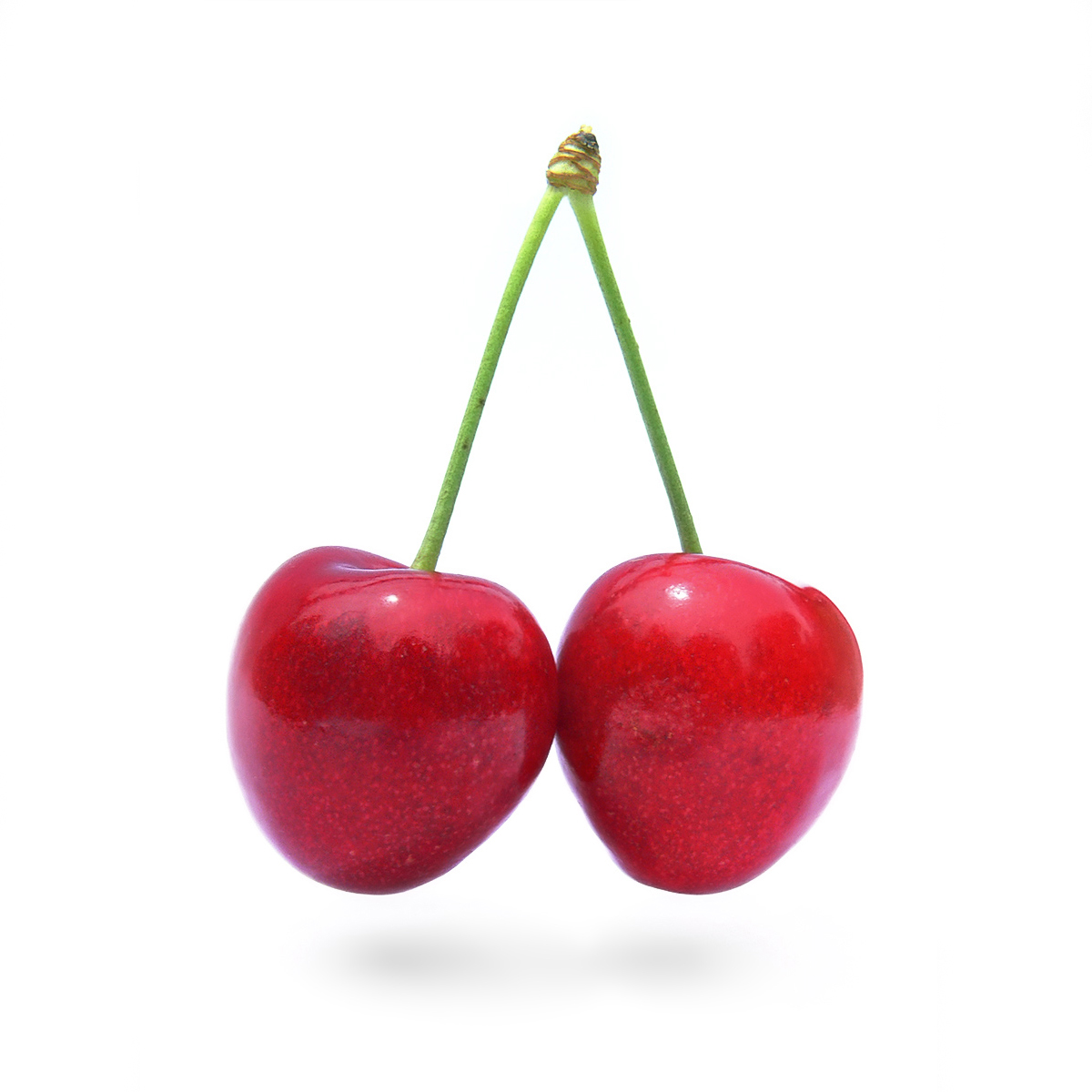
Anh đào

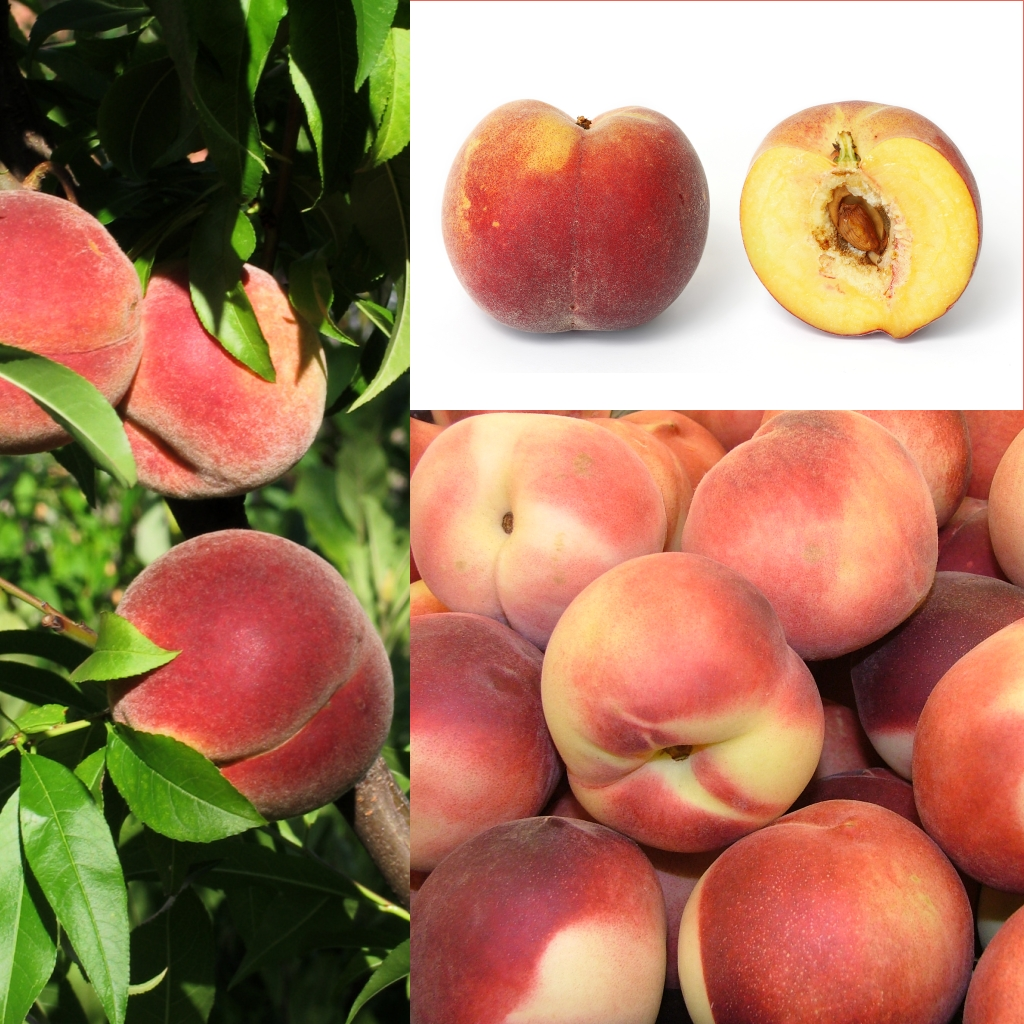
Quả đào

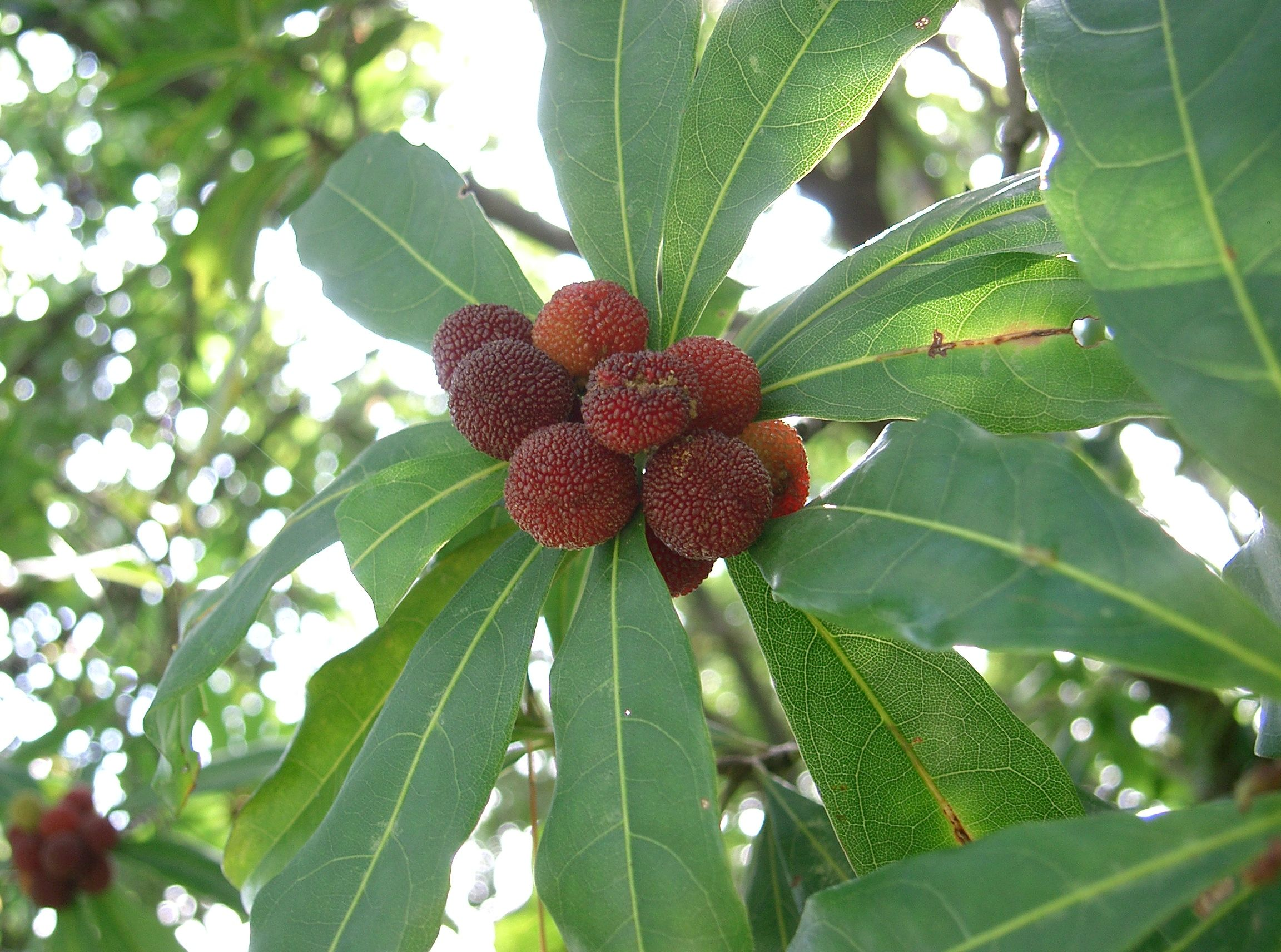
Dương mai

Quả hạch đại diện cho bất kỳ loại trái cây nào (thậm chí cỡ quả mọng) chỉ có một hạt (hoặc "đá") hoặc một nang cứng có chứa hạt.
| Tên thông thường           | Danh pháp hai phần                | Danh sách giống |
| -------------------------- | --------------------------------- | --------------- |
| Acai                       | Euterpe oleracea                  |                 |
| Sơ ri Tây Ấn               | Malpighia emarginata              |                 |
| Sơ ri                      | Malpighia glabra                  |                 |
| Xoài châu Phi              | Irvingia gabonensis               |                 |
| Kơ nia                     | Irvingia malayana                 |                 |
| Bứa châu Phi               | Garcinia livingstonei             |                 |
| Cọ dầu                     | Elaeis guineensis                 |                 |
| Cóc                        | Spondias dulcis                   |                 |
| Cọ dầu Mỹ                  | Elaeis oleifera                   |                 |
| Mận dại Mỹ                 | Prunus americana                  |                 |
| Mơ Armenia                 | Prunus armeniaca                  |                 |
| Mận biển                   | Prunus maritima                   |                 |
| Mơ ta                      | Prunus mume                       |                 |
| Chòi mòi                   | Antidesma ghaesembilla            |                 |
| Chòi mòi chua              | Antidesma acidum                  |                 |
| Chòi mòi tía               | Antidesma bunius                  |                 |
| Xoài Mã Lai                | Mangifera caesia                  |                 |
| Anh đào đen                | Prunus serotina                   |                 |
| Brush cherry               | Syzygium australe                 |                 |
| Bush butter                | Dacryodes edulis                  |                 |
| Bunchberry Canada          | Cornus canadensis                 |                 |
| Sapoche trắng              | Casimiroa edulis                  |                 |
| Cherry vịnh Cedar          | Eugenia reinwardtiana             |                 |
| Nance                      | Byrsonima crassifolia             |                 |
| Anh đào dại                | Prunus avium                      |                 |
| Nhót                       | Elaeagnus lotifolia               |                 |
| Táo ta                     | Ziziphus mauritiana               |                 |
| Choke cherry               | Prunus virginiana                 |                 |
| Cocoa                      | Chrysobalanus icaco               |                 |
| Dừa                        | Cocos nucifera                    |                 |
| Sơn thù du châu Âu         | Cornus mas                        |                 |
| Sơn thù du                 | Cornus officinalis                |                 |
| Bàng                       | Terminalia catappa                |                 |
| Hạnh đào                   | Prunus dulcis                     |                 |
| Mận thung lũng             | Prunus rivularis                  |                 |
| Crowberry                  | Empetrum nigrum                   |                 |
| Cà ri Ấn Độ                | Murraya koenigii                  |                 |
| Mận Damson                 | Prunus domestica subsp. insititia |                 |
| Chà là                     | Phoenix dactylifera               |                 |
| Quandong                   | Santalum acuminatum               |                 |
| Chùm ruột núi              | Phyllanthus emblica               |                 |
| Keule                      | Gomortega keule                   |                 |
| Mận châu Âu                | Prunus domestica subsp. italica   |                 |
| Mận xanh                   | Buchanania obovata                |                 |
| Mận Kakadu                 | Terminalia ferdinandiana          |                 |
| Chôm chôm không lông       | Nephelium xerospermoides          |                 |
| Trâm mốc                   | Syzygium cumini                   |                 |
| Jelly palm                 | Butia capitata                    |                 |
| Jocote                     | Spondias purpurea                 |                 |
| Táo tàu                    | Ziziphus jujuba                   |                 |
| Mận hậu                    | Prunus salicina spp.              |                 |
| Korlan                     | Nephelium hypoleucum              |                 |
| Nhãn                       | Dimocarpus Longan                 |                 |
| Vải                        | Litchi chinensis                  |                 |
| Roi hoa đỏ                 | Syzygium malaccense               |                 |
| Sapoche mamey              | Pouteria sapota                   |                 |
| Xoài                       | Mangifera indica                  | Các giống xoài  |
| Xoài thơm                  | Mangifera odorata                 |                 |
| Xoài hôi, muỗm             | Mangifera foetida                 |                 |
| Thanh trà                  | Bouea macrophylla                 |                 |
| Marula                     | Sclerocarya birrea                |                 |
| Thần kỳ                    | Synsepalum dulcificum             |                 |
| Aguaje                     | Mauritia flexuosa                 |                 |
| Xuân đào                   | Prunus persica var. nucipersica   |                 |
| Xoan nhừ                   | Choerospondias axillaris          |                 |
| Xoan đào                   | Prunus arborea                    |                 |
| Giâu gia xoan              | Spondias lakonensis               |                 |
| Nhục đậu khấu              | Myristica fragrans                |                 |
| Chùm ruột                  | Phyllanthus acidus                |                 |
| Đào                        | Prunus persica                    |                 |
| Pequi                      | Caryocar brasiliense              |                 |
| Pili                       | Canarium ovatum                   |                 |
| Trâm sơri                  | Eugenia uniflora                  |                 |
| Mận Pitomba                | Eugenia luschnathiana             |                 |
| Mận châu Âu                | Prunus domestica                  | Các giống mận   |
| Pulasan                    | Nephelium mutabile                |                 |
| Chôm chôm mật              | Nephelium mellipherum             |                 |
| Chôm chôm                  | Nephelium lappaceum               |                 |
| Riberry                    | Syzygium luehmannii               |                 |
| Canh châu                  | Sageretia theezans                |                 |
| Cọ lùn                     | Serenoa repens                    |                 |
| Dừa biển / Coco de mer     | Lodoicea maldivica                |                 |
| Silver buffaloberry        | Shepherdia argentea               |                 |
| Mận gai                    | Prunus spinosa                    |                 |
| Sến xanh                   | Mimusops elengi                   |                 |
| Chanh Tây Ban Nha          | Melicoccus bijugatus              |                 |
| Xoay                       | Dialium indum                     |                 |
| Xoay                       | Dialium cochinchinense            |                 |
| Xoay nhung                 | Dialium guineense                 |                 |
| Watery rose apple          | Syzygium aqueum                   |                 |
| Roi hoa trắng              | Syzygium samarangense             |                 |
| Dương mai                  | Myrica rubra                      |                 |
| Thanh mai                  | Myrica esculenta                  |                 |
| Hải đàn / chanh biển       | Ximenia americana                 |                 |
| Hồ đào pêcan               | Carya illinoinensis               |                 |
| Hồ trăn/ Dẻ cười           | Pistacia vera                     |                 |
| Óc chó                     | Juglans regia                     |                 |
| Óc chó đen                 | Juglans nigra                     |                 |
| Óc chó trắng               | Juglans cinerea                   |                 |
| Vải guốc                   | Xerospermum noronhianum           |                 |
| Trường mật, nhãn sầu riêng | Pometia pinnata                   |                 |
| Đác                        | Arenga pinnata                    |                 |
| Chây lơn                   | Buchanania arborescens            |                 |
| Bơ lạc                     | Bunchosia argentea                |                 |
| Olosapo                    | Couepia polyandra                 |                 |
| Sơn thù quả đen            | Cornus controversa                |                 |
| Nhót lá hẹp                | Elaeagnus angustifolia            |                 |
| Nhót bạc                   | Elaeagnus multiflora              |                 |
| Nhót rừng                  | Elaeagnus bonii                   |                 |
| Nhót dại                   | Elaeagnus conferta                |                 |
| Nhót Nhật                  | Elaeagnus umbellata               |                 |
| Bời lời đỏ                 | Litsea garciae                    |                 |
| Bời lời nhớt               | Litsea glutinosa                  |                 |
| Bambangan                  | Mangifera pajang                  |                 |
| Quéo                       | Mangifera reba                    |                 |
| Xoài thanh ca (xoài mút)   | Mangifera mekongensis             |                 |
| Guavaberry                 | Myrciaria floribunda              |                 |
| Dừa nước                   | Nypa fruticans                    |                 |
| Dừa núi Bolivia            | Parajubaea torallyi               |                 |
| Guarana                    | Paullinia cupana                  |                 |
| Bơ                         | Persea americana                  |                 |
| Mận Berdekin               | Pleiogynium timoriense            |                 |
| Lemonadeberry              | Rhus integrifolia                 |                 |
| Sưa đỏ                     | Rhus typhina                      |                 |
| Cọ Sabal                   | Sabal palmetto                    |                 |
| Water berry                | Syzygium cordatum                 |                 |
| Sour berry                 | Syzygium corynanthum              |                 |
| Coolamon                   | Syzygium moorei                   |                 |
| Lilly pilly                | Syzygium smithii                  |                 |
| River cherry               | Syzygium tierneyanum              |                 |
| Táo ta rừng                | Ziziphus nummularia               |                 |
| Táo rừng                   | Ziziphus oenopolia                |                 |
| Quăng lông                 | Alangium salviifolium             |                 |

## Quả kiên
Quả kiên là loại quả khô, vỏ cứng, không có múi, không tách ra khi trưởng thành để giải phóng hạt
| Tên thông thường | Danh pháp hai phần        | Danh sách giống |
| ---------------- | ------------------------- | --------------- |
| Sồi              | Quercus, Cyclobalanopsis  |                 |
| Dẻ gai châu Mỹ   | Fagus grandifolia         |                 |
| Dẻ gai châu Âu   | Fagus sylvatica           |                 |
| Breadnut         | Brosimum alicastrum       |                 |
| Lai              | Aleurites moluccanus      |                 |
| Dẻ Trùng Khánh   | Castanea mollissima       |                 |
| Dẻ Nhật Bản      | Castanea crenata          |                 |
| Dẻ thơm          | Castanea sativa           |                 |
| Phỉ Balkan       | Corylus maxima            |                 |
| Phỉ              | Corylus avellana          |                 |
| Karuka           | Pandanus julianettii      |                 |
| Mongongo         | Schinziophyton rautanenii |                 |
| Mắc ca vỏ láng   | Macadamia integrifolia    |                 |
| Mắc ca hạt nhám  | Macadamia tetraphylla     |                 |

## Cam chanh

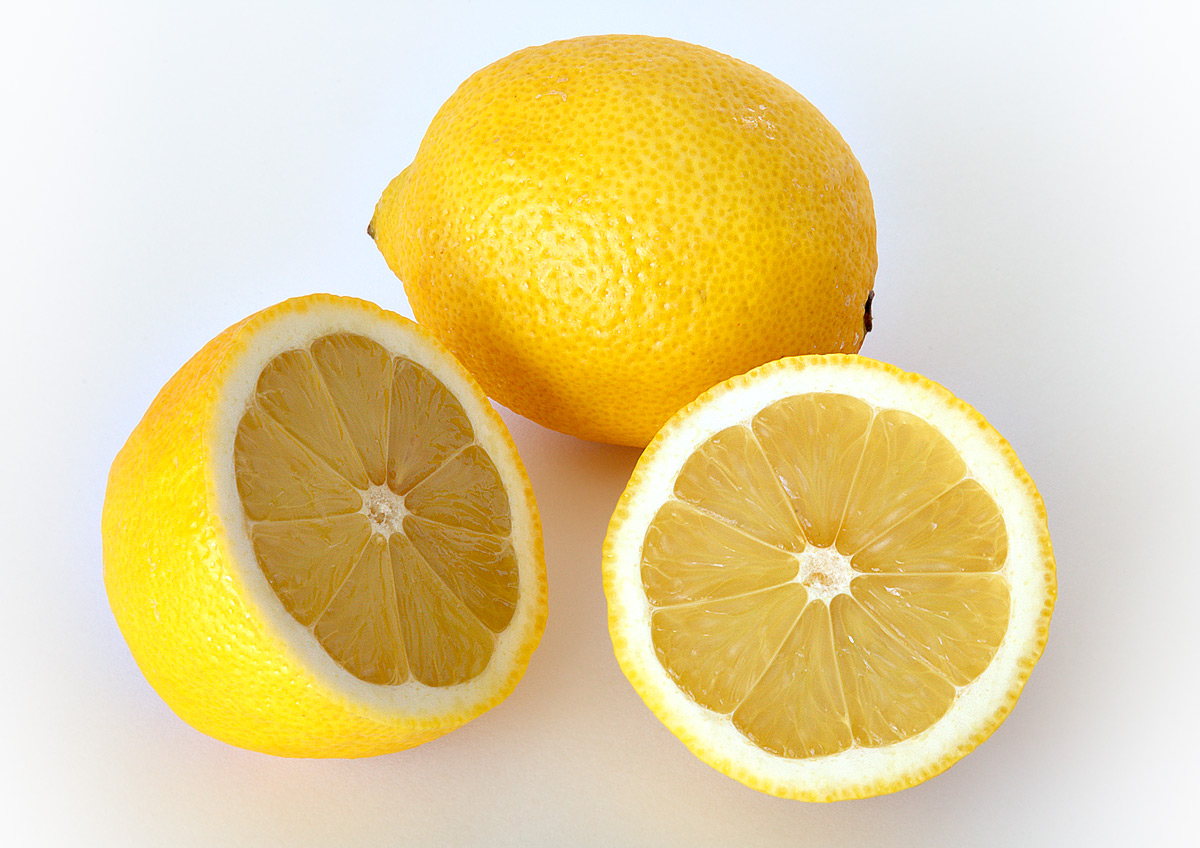
Chanh vàng

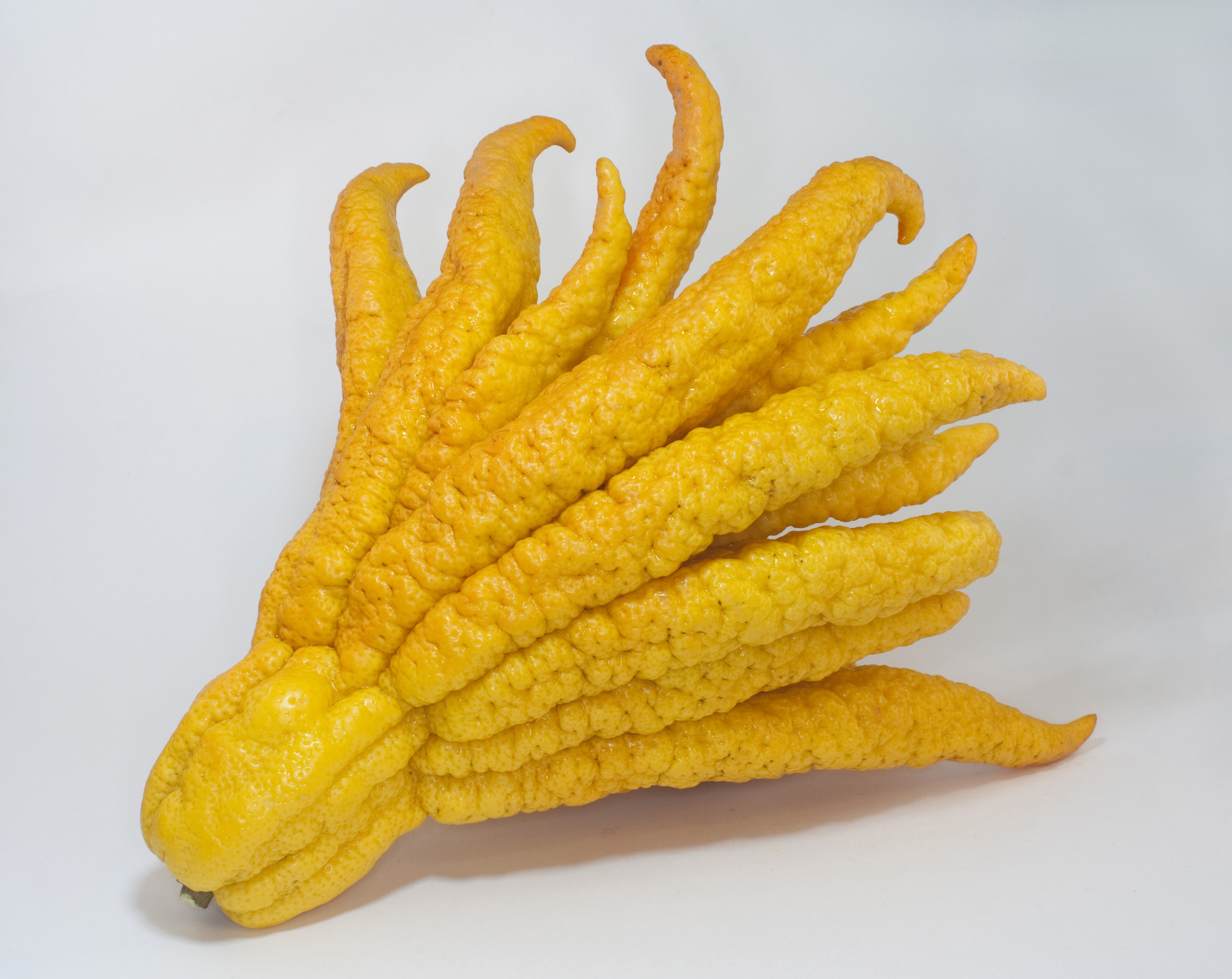
Phật thủ, một biến thể có hình dạng độc đáo của thanh yên

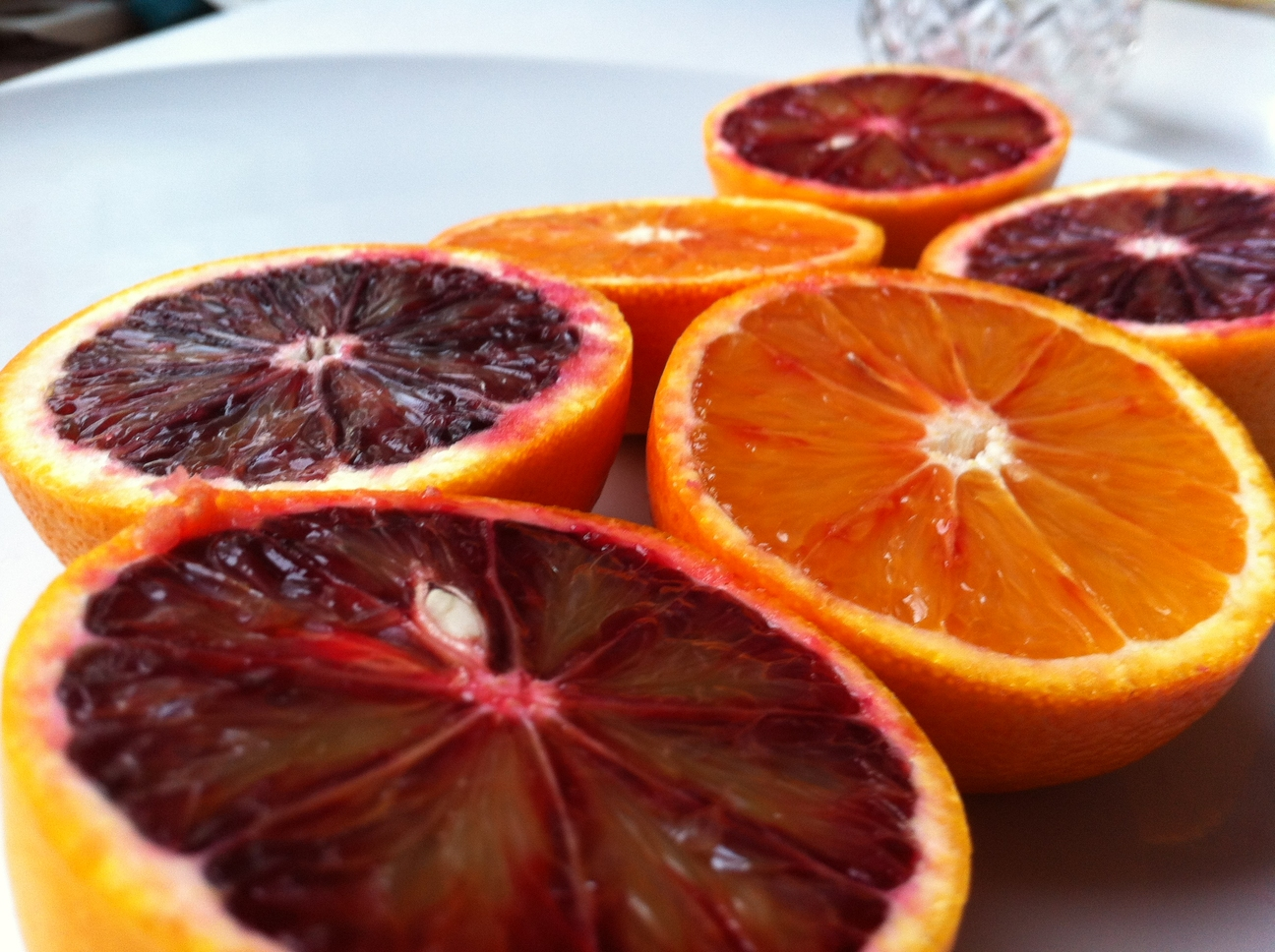
Quả cam máu cắt đôi

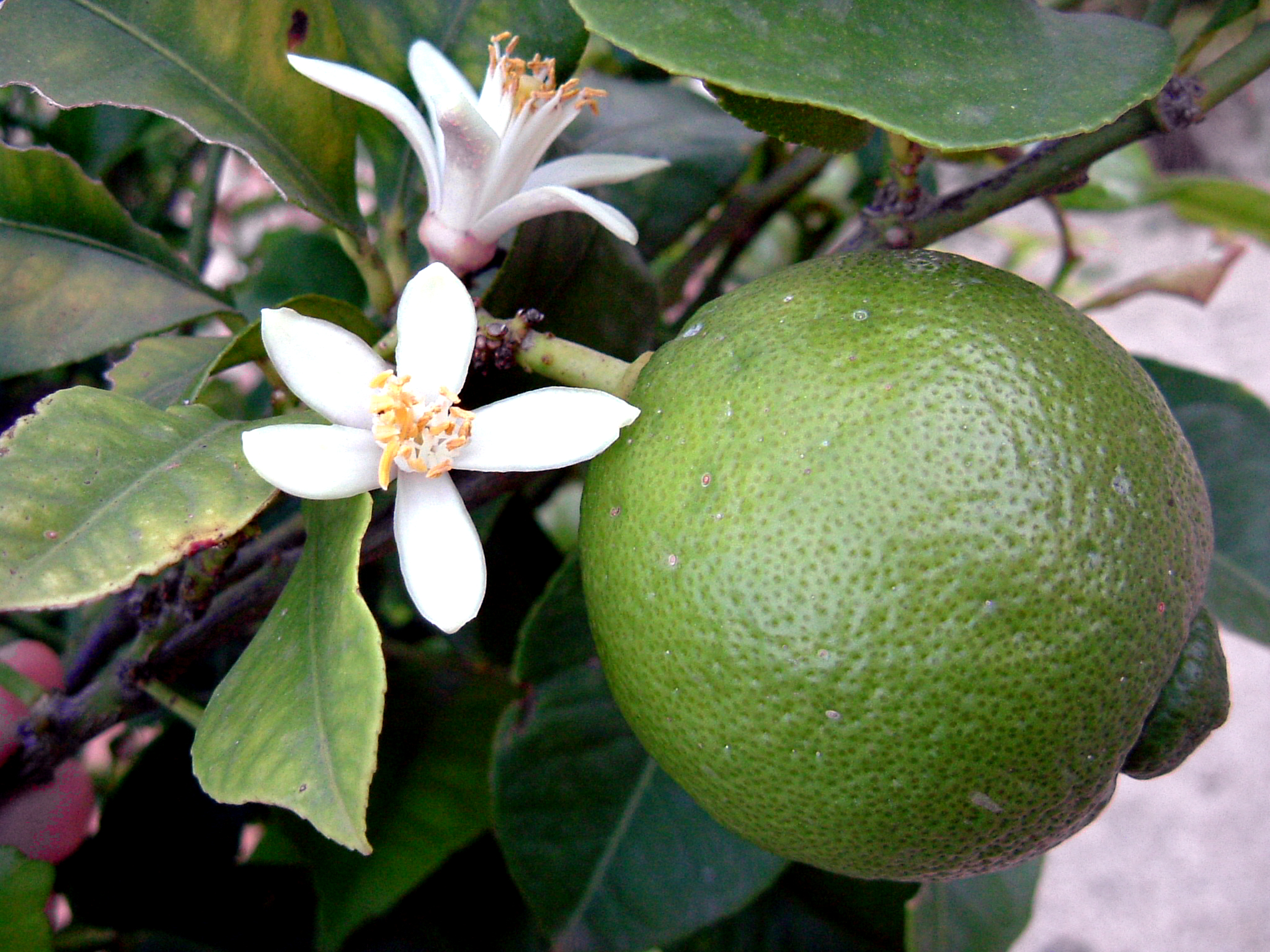
Quả chanh ta và hoa

Các loài cam chanh đại diện cho loại trái cây là những quả mọng, phân múi,  có vỏ dày và sần sùi. Những loại trái cây này thường có vị chua và có tính axit ở một mức độ nào đó và có mặt cắt giống như bánh xe chở hàng.
| Tên thông thường     | Danh pháp hai phần                                        | Danh sách giống     |
| -------------------- | --------------------------------------------------------- | ------------------- |
| Cam anh đào châu Phi | Citropsis articulata                                      |                     |
| Amanatsu             | Citrus × natsudaidai                                      |                     |
| Cam Bergamot         | Citrus bergamia                                           |                     |
| Cam đắng             | Citrus × aurantium                                        |                     |
| Chanh đỏ             | Citrus australasica var. sanguinea × 'Ellendale Mandarin' |                     |
| Cam đỏ               | Citrus × sinensis 'Blood Orange'                          |                     |
| Phật thủ             | Citrus medica var. sarcodactylis                          |                     |
| Quất                 | × Citrofortunella microcarpa                              |                     |
| Cam sành             | Citrus reticulata × sinensis                              |                     |
| Kim quất             | Citrus margarita 'Centennial Variegated Kumquat'          |                     |
| Thanh yên            | Citrus medica                                             | Các giống thanh yên |
| Clementine           | Citrus × clementina                                       |                     |
| Chanh sa mạc         | Citrus glauca                                             |                     |
| Etrog                | Citrus medica var. ethrog                                 |                     |
| Chanh ngón tay       | Citrus australasica                                       |                     |
| Thanh yên Florentine | Citrus × limonimedica                                     |                     |
| Bưởi chùm            | Citrus × paradisi                                         |                     |
| Hyuganatsu           | Citrus tamurana                                           |                     |
| Cam Nghi Xương       | Citrus cavaleriei                                         |                     |
| Iyokan               | Citrus × iyo                                              |                     |
| Kim quất             | Citrus obovata                                            |                     |
| Kabosu               | Citrus sphaerocarpa                                       |                     |
| Chanh Thái           | Citrus hystrix                                            |                     |
| Chanh ta             | Citrus × aurantiifolia                                    |                     |
| Kinnow               | Citrus nobilis × citrus × deliciosa                       |                     |
| Kiyomi               | Citrus unshiu × citrus sinensis                           |                     |
| Kim quất             | Citrus japonica                                           |                     |
| Chanh vàng           | Citrus limon                                              |                     |
| Chanh quất           | Citrus × floridana                                        |                     |
| Quýt                 | Citrus reticulata                                         |                     |
| Chanh vàng Meyer     | Citrus × meyeri                                           |                     |
| Cam lá sim           | Citrus myrtifolia                                         |                     |
| Ōgonkan              | Citrus flaviculpus                                        |                     |
| Cam                  | Citrus × sinensis                                         |                     |
| Kim quất             | Citrus margarita                                          |                     |
| Chanh không hạt      | Citrus × latifolia                                        |                     |
| Bưởi                 | Citrus maxima                                             |                     |
| Chanh vàng Ponderosa | Citrus × pyriformis                                       |                     |
| Chanh kiên           | Citrus × limonia                                          |                     |
| Chanh tròn Úc        | Citrus australis                                          |                     |
| Satsuma              | Citrus unshiu                                             |                     |
| Cam vàng Shonan      | Citrus flaviculpus × citrus unshiu                        |                     |
| Sudachi              | Citrus sudachi                                            |                     |
| Chanh ngọt           | Citrus limetta                                            |                     |
| Chanh lõm            | Citrus × depressa                                         |                     |
| Tangelo              | Citrus × tangelo                                          |                     |
| Quýt lai             | Citrus tangerina                                          |                     |
| Quýt cam             | Citrus reticulata × sinensis                              |                     |
| Tangelo Jamaica      | Citrus reticulata × citrus paradisi                       |                     |
| Yuzu                 | Citrus junos                                              |                     |
| Cam ngọt             | Citrus × aurantiumf. aurantium                            |                     |
| Cam Cara ruột đỏ     | Citrus × sinensis 'Cara Cara'                             |                     |
| Chanh Ichang         | Citrus cavaleriei × Citrus maxima                         |                     |
| Melogold             | Citrus maxima × Citrus × aurantium f. aurantium           |                     |
| Oroblanco            | Citrus maxima x Citrus paradisi                           |                     |
| Cam bưởi Kanpei      | Citrus reticulata 'Kanpei'                                |                     |
| Haruka               | Citrus tamurana × natsudaidai                             |                     |
| Chanh vàng Volkamer  | Citrus volkameriana                                       |                     |
| Kim quất             | Fortunella                                                |                     |

## Quả mọng

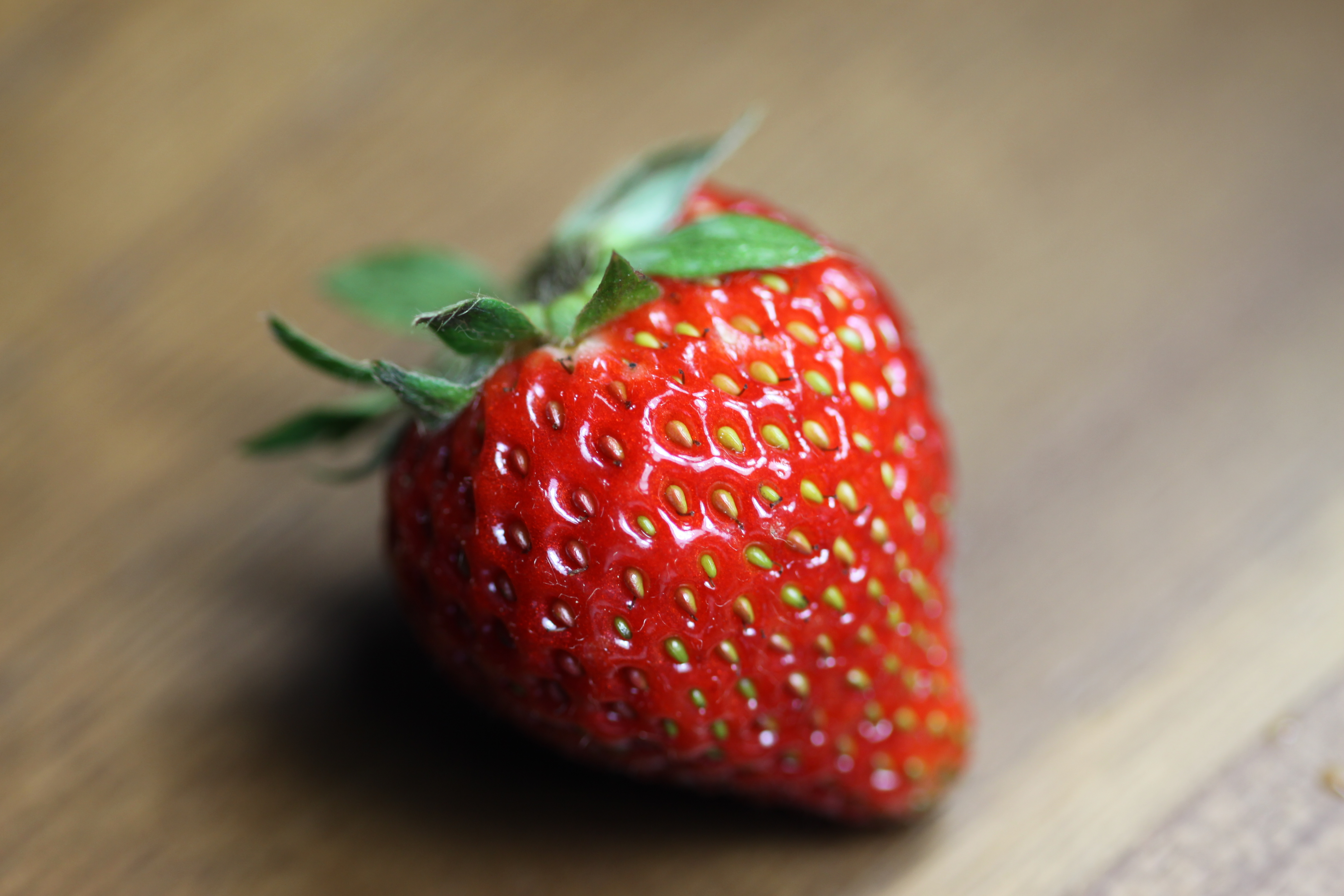
Dâu tây

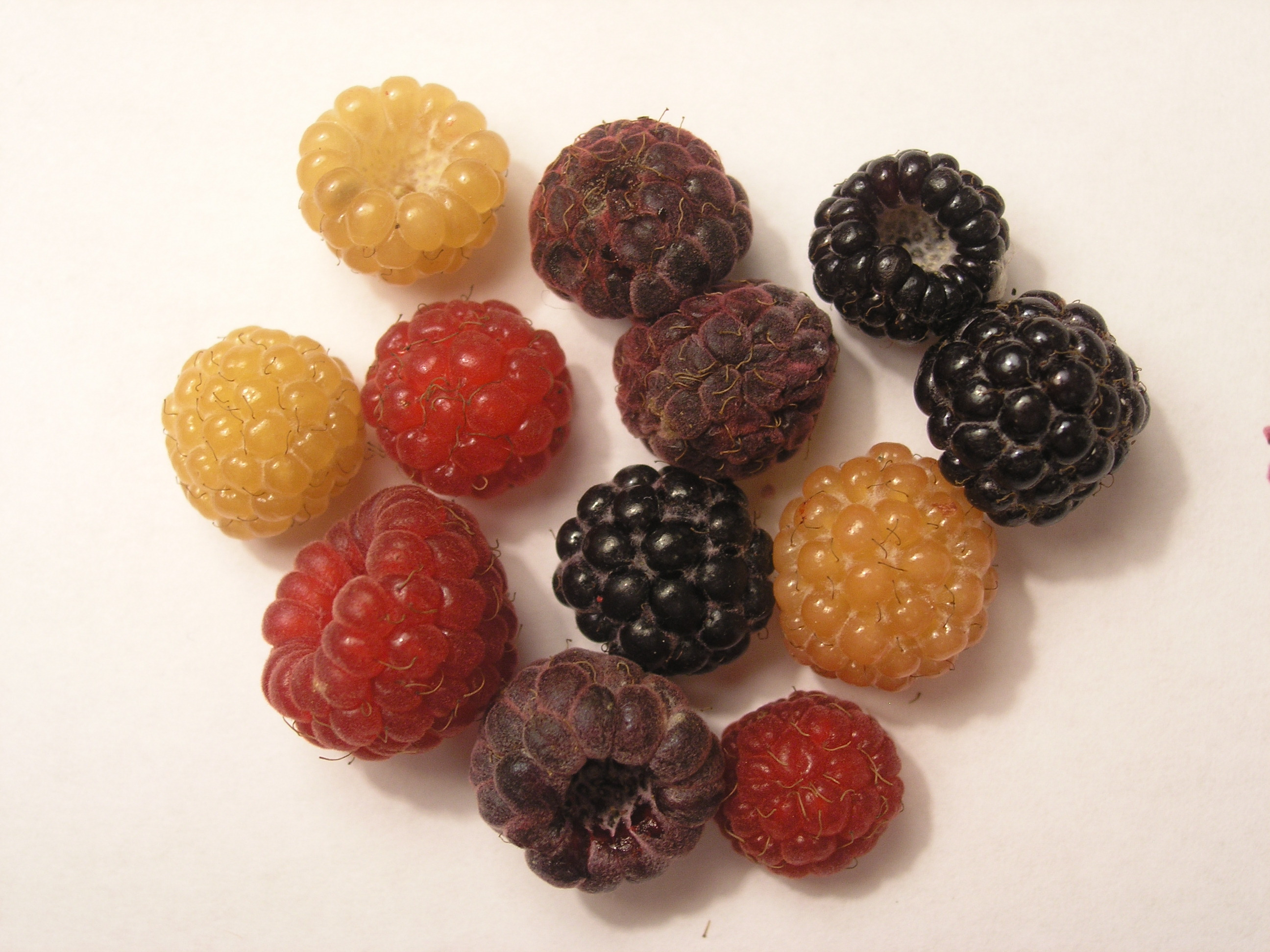
Các loại quả mâm xôi đỏ khác nhau

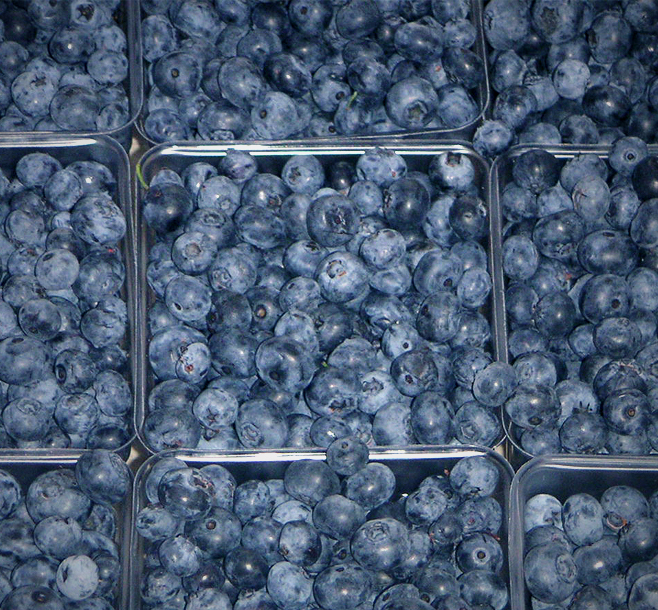
Quả việt quất trưng bày để bán

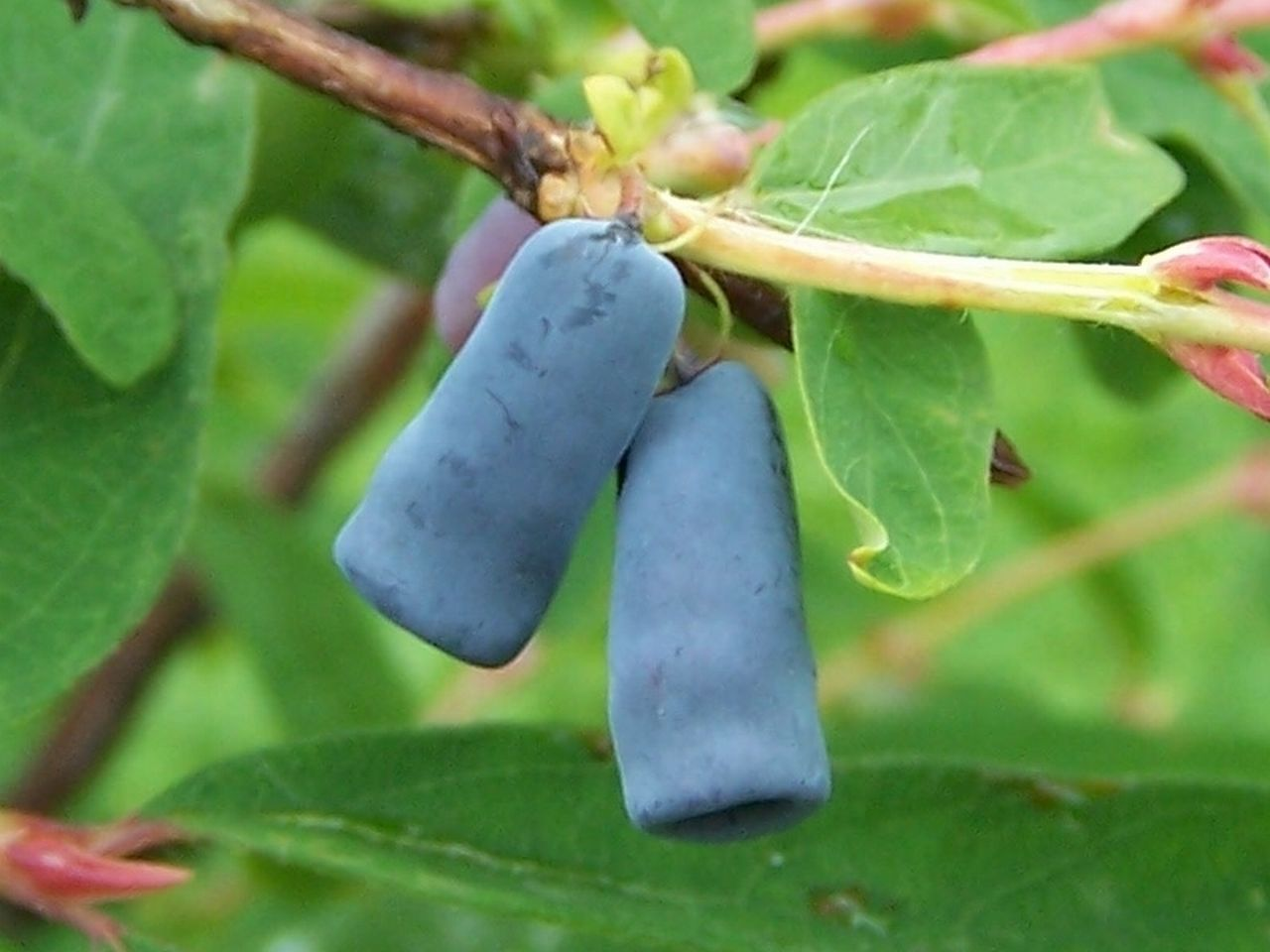
Quả kim ngân với hình chuông độc đáo

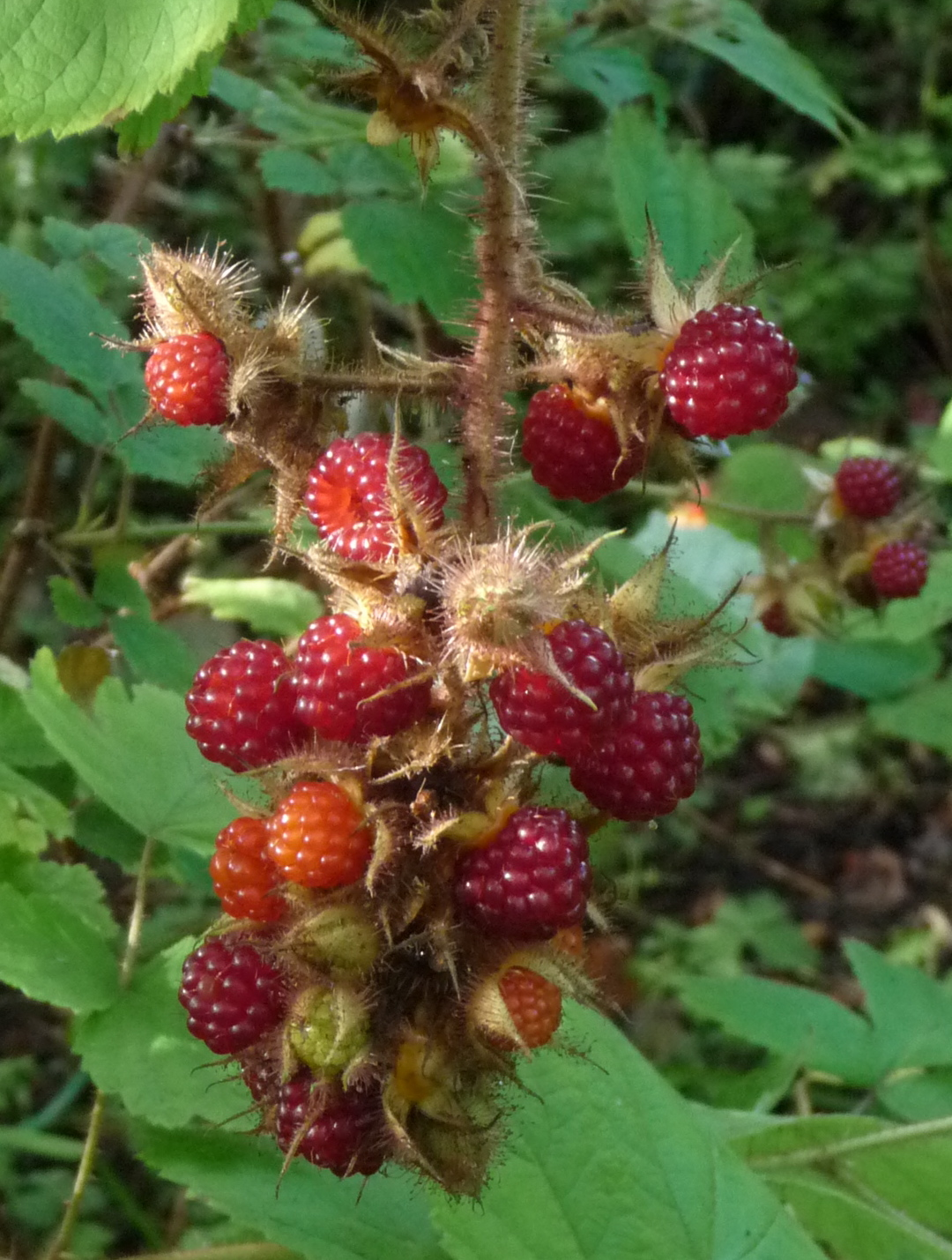
Mâm xôi rượu vang

Các loại quả mọng đại diện cho bất kỳ trái cây đó là cỡ anh đào (nghĩa là bạn có thể giữ nhiều quả trong lòng bàn tay của bạn), ngoại trừ Pome hoặc quả hạch.
| Tên thông thường              | Danh pháp hai phần                     | Danh sách giống  |
| ----------------------------- | -------------------------------------- | ---------------- |
| Achacha                       | Garcinia humilis                       |                  |
| Nho Amazon                    | Pourouma cecropiifolia                 |                  |
| Cơm cháy đen Mỹ               | Sambucus canadensis                    |                  |
| Cơm cháy đỏ Mỹ                | Sambucus pubens                        |                  |
| Appleberry                    | Billardiera scandens                   |                  |
| Cà phê                        | Coffea                                 | Các giống cà phê |
| Araza                         | Eugenia stipitata                      |                  |
| Barberry                      | Berberis vulgaris                      |                  |
| Cỏ Gấu                        | Arctostaphylos uva-ursi                |                  |
| Si rô                         | Carissa carandas                       |                  |
| Bilberry                      | Vaccinium myrtillus                    |                  |
| Lý chua đen                   | Ribes nigrum                           |                  |
| Dâu tằm đen                   | Morus nigra                            |                  |
| Mâm xôi đen (blackberry)      | Rubus allegheniensis                   |                  |
| Mua nhiều hoa                 | Melastoma affine                       |                  |
| Việt quất xanh                | Vaccinium corymbosum                   |                  |
| Boysenberry                   | Rubus ursinus × rubus idaeus           |                  |
| Cherry Brazil                 | Eugenia brasiliensis                   |                  |
| Trứng cá                      | Muntingia calabura                     |                  |
| Camu camu                     | Myrciaria dubia                        |                  |
| Tầm bóp Nam Mỹ                | Physalis peruviana                     |                  |
| Ổi sẻ                         | Psidium cattleyanum                    |                  |
| Ceylon gooseberry             | Dovyalis hebecarpa                     |                  |
| Ổi Chilê                      | Ugni molinae                           |                  |
| Cloudberry                    | Rubus chamaemorus                      |                  |
| Snowberry                     | Gaultheria hispida                     |                  |
| Si rô nam                     | Carissa spinarum                       |                  |
| Mạn việt quất                 | Vaccinium macrocarpon                  |                  |
| Mâm xôi leo                   | Rubus hayata-koidzumii                 |                  |
| Dâu gai                       | Maclura tricuspidata                   |                  |
| Barberry Darwin               | Berberis darwinii                      |                  |
| Thị sen                       | Diospyros lotus                        |                  |
| Lộc đề xanh                   | Gaultheria procumbens                  |                  |
| Cơm cháy                      | Sambucus nigra                         |                  |
| Cò ke lá tù                   | Grewia retusifolia                     |                  |
| Nho châu Mỹ                   | Vitis labrusca                         |                  |
| Kiwi                          | Actinidia chinensis                    |                  |
| Lý chua lông                  | Ribes uva-crispa                       |                  |
| Nho                           | Vitis vinifera                         | Các giống nho    |
| Kiwi cứng                     | Actinidia arguta                       |                  |
| Honeyberry/ Kim ngân hoa xanh | Lonicera caerulea                      |                  |
| Kim ngân châu Âu              | Lonicera periclymenum                  |                  |
| Huckleberry                   | Vaccinium ovatum                       |                  |
| Nho thân gỗ                   | Plinia cauliflora                      |                  |
| Ngấy tía                      | Rubus parvifolius                      |                  |
| Táo Kei                       | Dovyalis caffra                        |                  |
| Kiwi                          | Actinidia deliciosa                    |                  |
| Kokum                         | Garcinia indica                        |                  |
| Bạch quế mộc                  | Artocarpus hypargyreus                 |                  |
| Bòn bon                       | Lansium domesticum Lansium parasiticum |                  |
| Kim quýt                      | Triphasia trifolia                     |                  |
| Lingonberry                   | Vaccinium vitis-idaea                  |                  |
| Loganberry                    | Rubus × loganobaccus                   |                  |
| Mangaba                       | Hancornia speciosa                     |                  |
| Maqui berry                   | Aristotelia chilensis                  |                  |
| Táo ma                        | Podophyllum peltatum                   |                  |
| Ngấy đảo Môluyc               | Rubus moluccanus                       |                  |
| Mâm xôi Andean                | Rubus glaucus                          |                  |
| Muntrie                       | Kunzea pomifera                        |                  |
| Nho Muscadine                 | Vitis rotundifolia                     |                  |
| Nannyberry                    | Viburnum lentago                       |                  |
| Nho Oregon                    | Mahonia aquifolium                     |                  |
| Cò ke Á châu                  | Grewia asiatica                        |                  |
| Appleberry tím                | Billardiera longiflora                 |                  |
| Ổi tím                        | Psidium rufum                          |                  |
| Mâm xôi đỏ châu Mỹ            | Rubus strigosus                        |                  |
| Lý chua đỏ                    | Ribes rubrum                           |                  |
| Việt quất đỏ                  | Vaccinium parvifolium                  |                  |
| Dâu tằm đỏ                    | Morus rubra                            |                  |
| Trà mi                        | Rubus rosifolius                       |                  |
| Mùng quân                     | Flacourtia jangomas                    |                  |
| Bồ quân rừng                  | Flacourtia rukam                       |                  |
| Salal                         | Gaultheria shallon                     |                  |
| Salmonberry                   | Rubus spectabilis                      |                  |
| Saskatoon                     | Amelanchier alnifolia                  |                  |
| Hắc mai biển                  | Hippophae rhamnoides                   |                  |
| Nho biển                      | Coccoloba uvifera                      |                  |
| Dâu tây thân gỗ               | Arbutus unedo                          |                  |
| Cà Mỹ                         | Solanum betaceum                       |                  |
| Tayberry                      | Rubus fruticosus × rubus idaeus        |                  |
| Thị Texas                     | Diospyros texana                       |                  |
| Thimbleberry                  | Rubus parviflorus                      |                  |
| Hồng bì                       | Clausena lansium                       |                  |
| Mâm xôi                       | Rubus alceaefolius                     |                  |
| Mâm xôi thân trắng            | Rubus leucodermis                      |                  |
| Dâu tằm trắng                 | Morus alba                             |                  |
| Dâu tây                       | Fragaria × ananassa                    |                  |
| Dâu tây Chilê                 | Fragaria chiloensis                    |                  |
| Dâu tây dứa                   | Fragaria virginiana × chiloensis       |                  |
| Dâu tây rừng                  | Fragaria vesca                         |                  |
| Wineberry                     | Rubus phoenicolasius                   |                  |
| Củ khởi, câu kỷ               | Lycium barbarum                        |                  |
| Mây nếp                       | Calamus manillensis                    |                  |
| Cóc Thái                      | Spondias mombin                        |                  |
| Cần thăng                     | Feroniella lucida                      |                  |
| Nhãn dê                       | Lepisanthes rubiginosa                 |                  |
| Dewberry châu Âu              | Rubus caesius                          |                  |
| Youngberry                    | Rubus caesius 'Youngberry'             |                  |
| Mâm xôi Canada                | Rubus canadensis                       |                  |
| Ngấy lá đay                   | Rubus corchorifolius                   |                  |
| Mâm xôi đen Triều Tiên        | Rubus coreanus                         |                  |
| Mâm xôi châu Á                | Rubus crataegifolius                   |                  |
| Dum vàng Himalaya             | Rubus ellipticus                       |                  |
| Mâm xôi châu Âu               | Rubus idaeus                           |                  |
| Dum tuyết                     | Rubus niveus                           |                  |
| Mâm xôi đen                   | Rubus occidentalis                     |                  |
| Mâm xôi ba màu                | Rubus tricolor                         |                  |
| Mâm xôi Thái Bình Dương       | Rubus ursinus                          |                  |
| Mortiño                       | Vaccinium floribundum                  |                  |

## Dưa

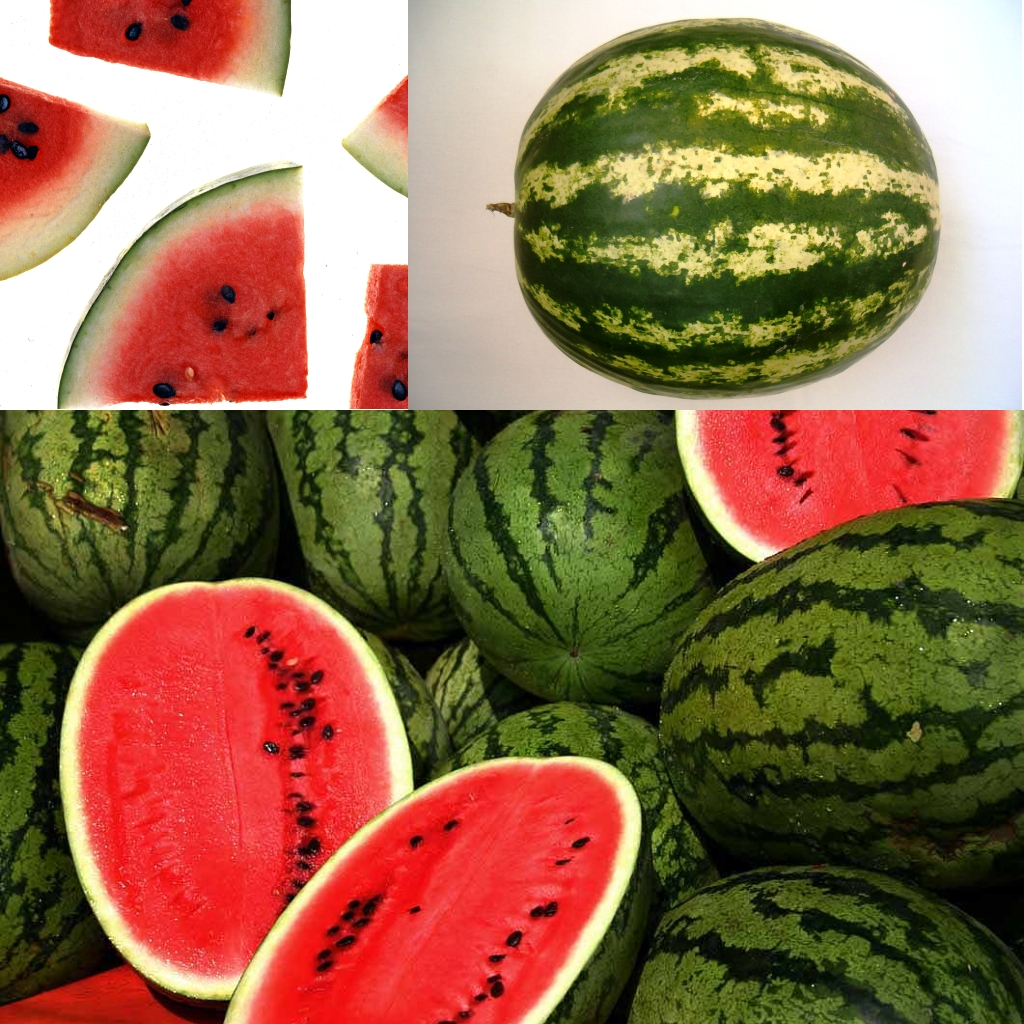
Những quả dưa hấu

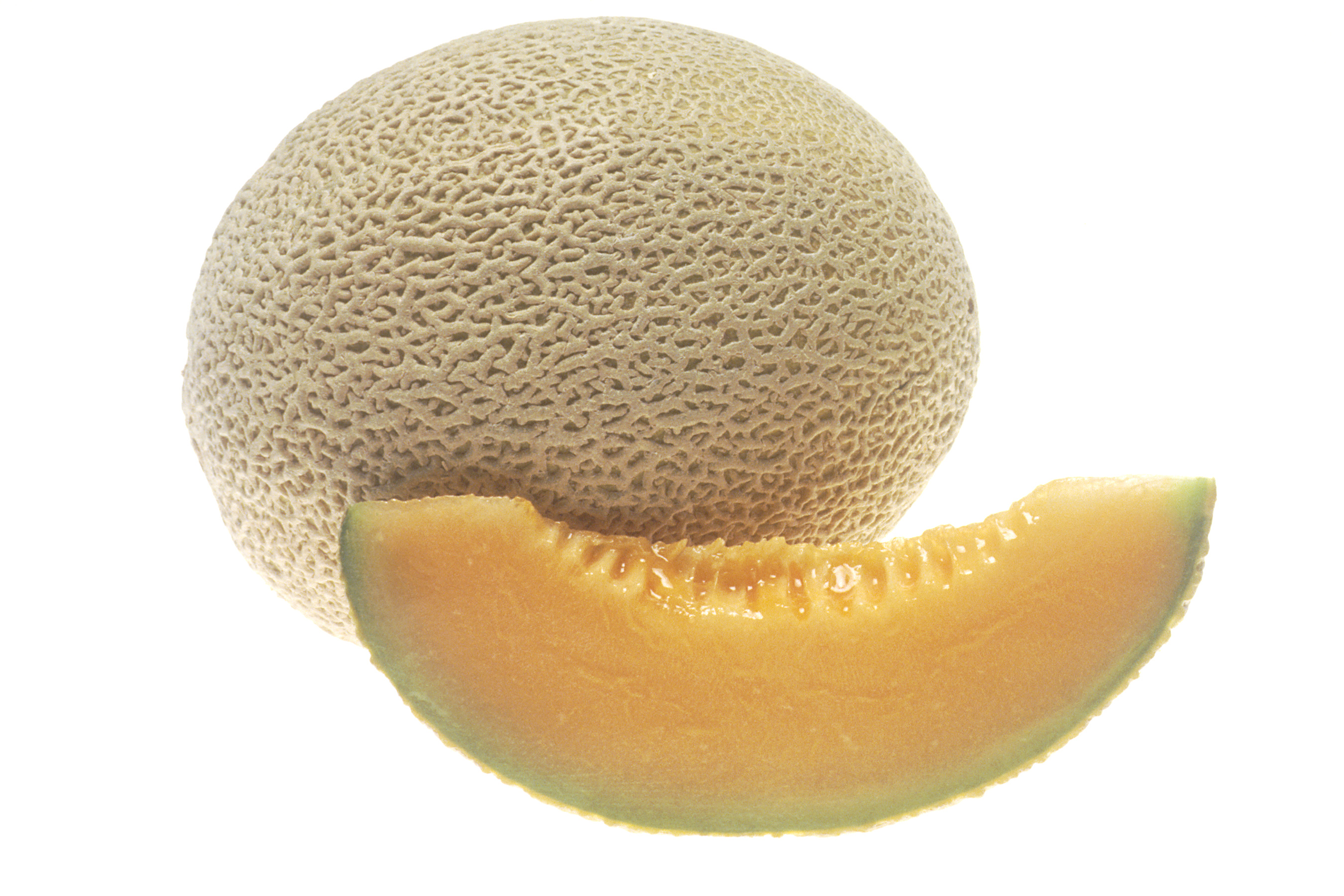
Dưa vàng và miếng cắt

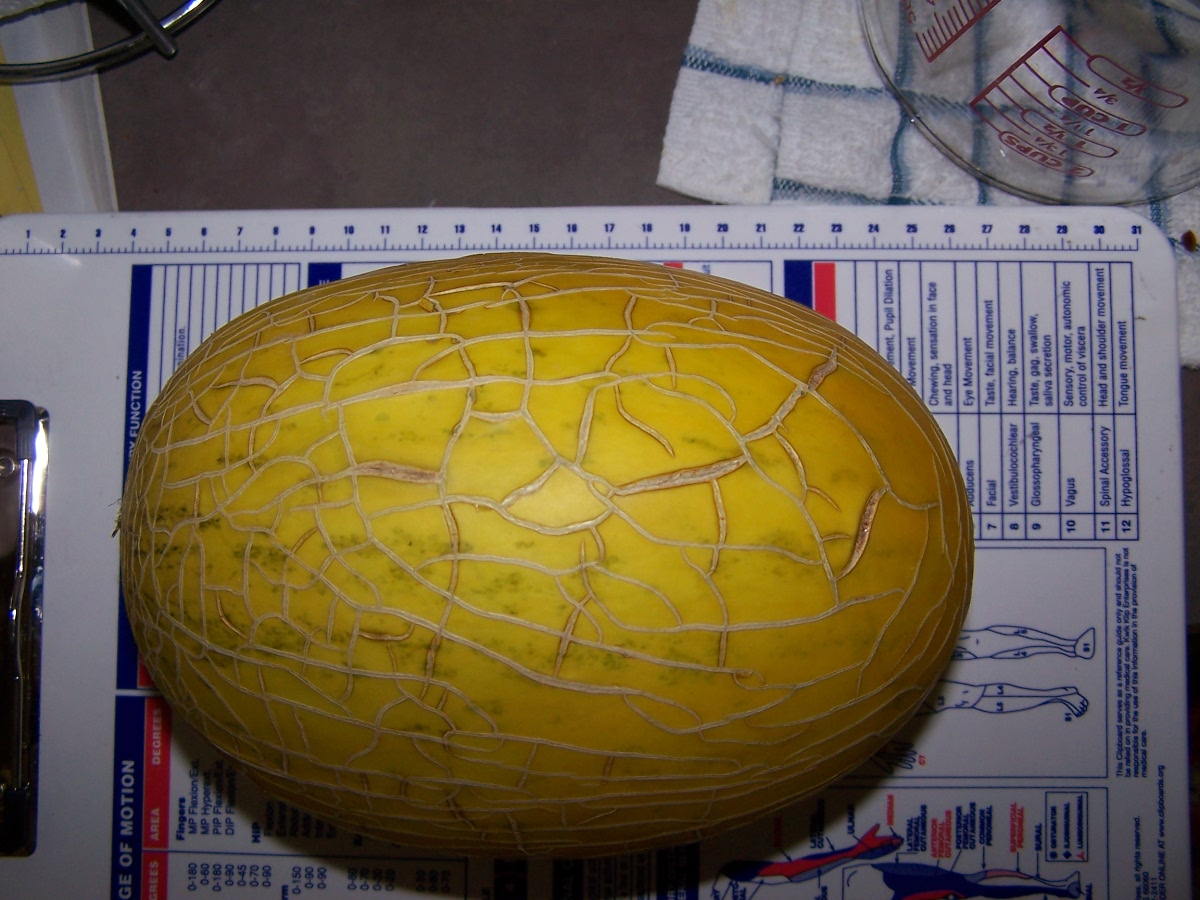
Dưa Hami

Dưa là loại quả có phần thịt mềm bên trong và được bao phủ bởi một lớp vỏ dày, cứng.
| Tên thông thường | Danh pháp hai phần                             | Danh sách giống |
| ---------------- | ---------------------------------------------- | --------------- |
| Dưa bạch lan     | Cucumis melo var. inodorus 'Bailan Melon'      |                 |
| Dưa hoàng yến    | Cucumis melo var. inodorus 'Canary Melon'      |                 |
| Cassabanana      | Sicana odorifera                               |                 |
| Dưa vàng châu Âu | Cucumis melo var. cantalupensis                |                 |
| Dưa lê           | Cucumis melo var. inodorus                     |                 |
| Kiwano/ Dưa sừng | Cucumis metuliferus                            |                 |
| Dưa Triều Tiên   | Cucumis melo var. makuwa                       |                 |
| Dưa bở           | Cucumis melo                                   |                 |
| Dưa vàng Bắc Mỹ  | Cucumis melo var. reticulatus                  |                 |
| Dưa Santa Claus  | Cucumis melo var. inodorus 'Santa Claus Melon' |                 |
| Dưa Tigger       | Cucumis melo 'Tigger Melon'                    |                 |
| Dưa hấu          | Citrullus lanatus                              |                 |
| Dưa vàng Hami    | Cucumis melo 'Hami Melon'                      |                 |
| Dưa gang         | Cucumis melo var. conomon                      |                 |
| Bao báp          | Adansonia                                      |                 |
| Mã tiền Nam Phi  | Strychnos spinosa                              |                 |

## Trái cây nhiệt đới và giống như nhiệt đới

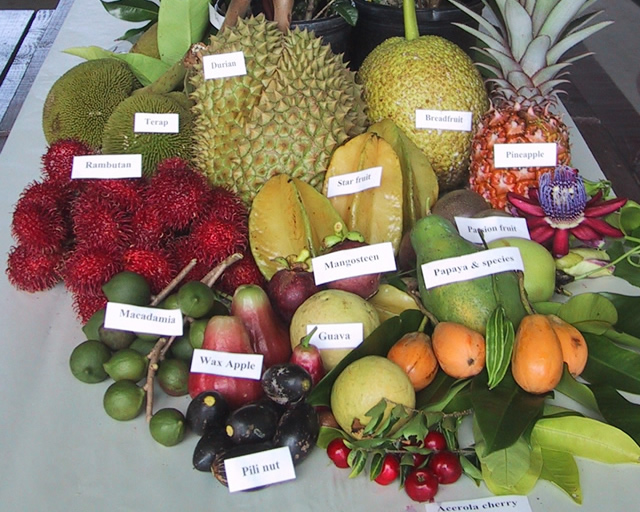
Trái cây nhiệt đới với tên

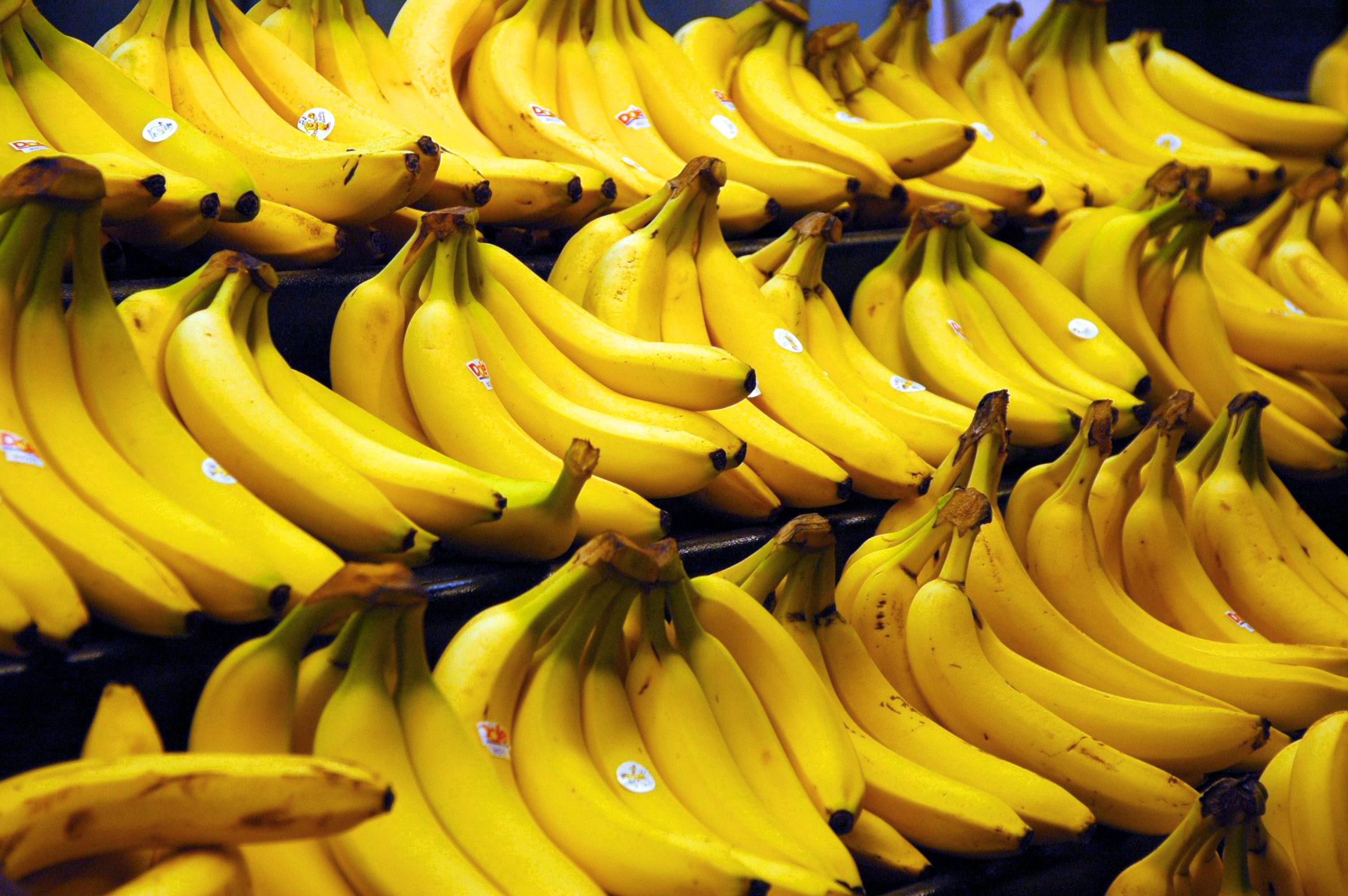
Chuối là một loại trái cây nhiệt đới rất phổ biến

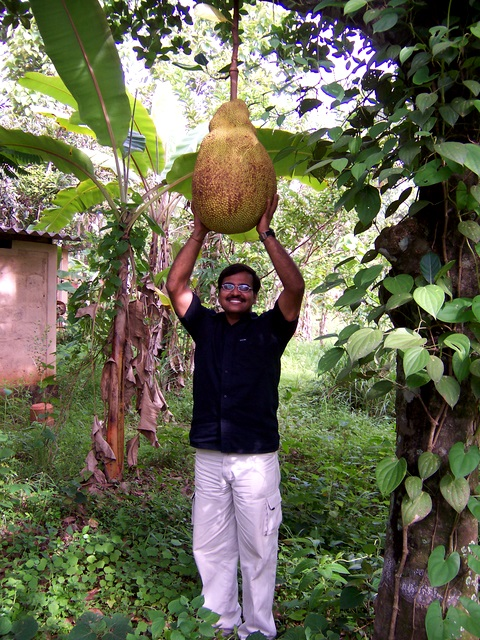
Mít được biết đến là loại trái cây lớn nhất thế giới

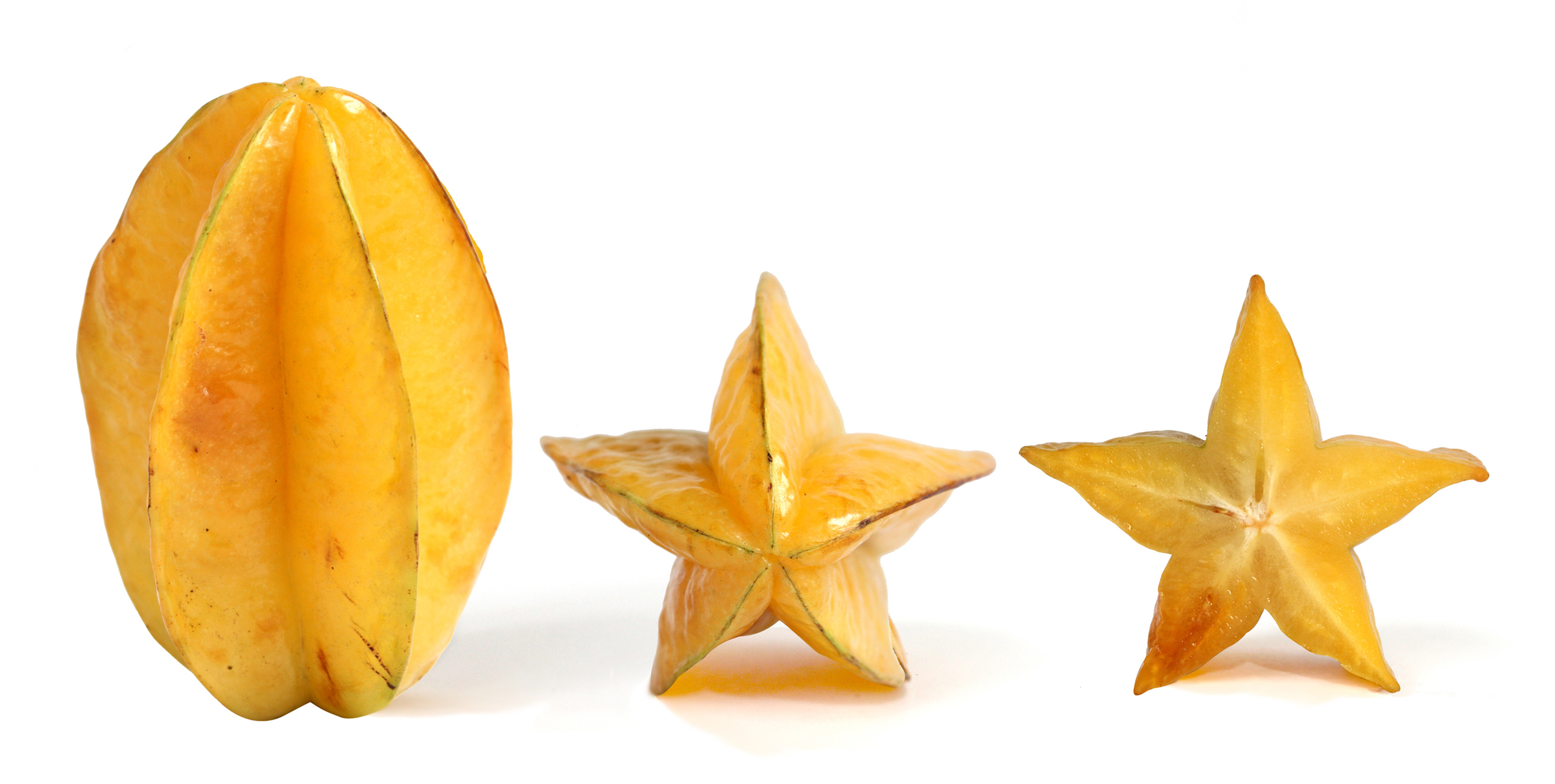
Các góc nhìn khác nhau của một quả khế

Trái cây nhiệt đới và giống nhiệt đới là bất kỳ loại trái cây ăn được nào không phù hợp với bất kỳ loại nào khác.
| Tên thông thường                | Danh pháp hai phần                    | Danh sách giống |
| ------------------------------- | ------------------------------------- | --------------- |
| Vú sữa hoàng kim                | Pouteria caimito                      |                 |
| Ackee                           | Blighia sapida                        |                 |
| Mãng cầu dại châu Phi           | Annona senegalensis                   |                 |
| Cơm nguội                       | Ardisia, Celtis                       |                 |
| Parkia                          | Parkia biglobosa                      |                 |
| Thị châu Mỹ                     | Diospyros virginiana                  |                 |
| Cườm thị /thị đầu heo           | Diospyros malabarica                  |                 |
| Thị                             | Diospyros decandra                    |                 |
| Bứa Mã Lai                      | Garcinia atroviridis                  |                 |
| Atemoya                         | Annona squamosa × annona cherimola    |                 |
| Babaco                          | Vasconcellea × heilbornii             |                 |
| Bacuri                          | Platonia insignis                     |                 |
| Bầu nâu, ngâu                   | Aegle marmelos                        |                 |
| Chuối                           | Musa acuminata 'Cavendish'            | Các giống chuối |
| Khế tàu                         | Averrhoa bilimbi                      |                 |
| Na vàng Nam Mỹ                  | Rollinia deliciosa                    |                 |
| Hồng đen                        | Diospyros nigra                       |                 |
| Xa kê                           | Artocarpus altilis                    |                 |
| Xa kê có hạt                    | Artocarpus camansi                    |                 |
| Long đảm quả/Burahol            | Stelechocarpus burahol                |                 |
| Dâu da                          | Baccaurea ramiflora                   |                 |
| Cacao                           | Theobroma cacao                       |                 |
| Vú sữa                          | Chrysophyllum cainito                 |                 |
| Lê ki ma                        | Pouteria campechiana                  |                 |
| Đào lộn hột                     | Anacardium occidentale                |                 |
| Mít tố nữ                       | Artocarpus integer                    |                 |
| Charichuelo/ măng cụt chanh     | Garcinia madruno                      |                 |
| Cherimoya                       | Annona cherimola                      | Các giống Na    |
| Sung                            | Ficus racemosa                        |                 |
| Vú bò lông                      | Ficus hirta                           |                 |
| Cupuaçu                         | Theobroma grandiflorum                |                 |
| Nê rừng                         | Annona reticulata                     |                 |
| Thốt nốt                        | Borassus flabellifer                  |                 |
| Sầu riêng                       | Durio zibethinus                      |                 |
| Sổ bà                           | Dillenia indica                       |                 |
| Sổ Hooker                       | Dillenia Hookeri                      |                 |
| Ổi dứa                          | Feijoa sellowiana                     |                 |
| Vả tây                          | Ficus carica                          |                 |
| Gấc                             | Momordica cochinchinensis             |                 |
| Gamboge                         | Garcinia morella                      |                 |
| Garcinia cambogia/ Bứa/ Nụ      | Garcinia gummi-gutta                  |                 |
| Bứa mủ vàng                     | Garcinia xanthochymus                 |                 |
| Bứa đồng                        | Garcinia schomburgkiana               |                 |
| Bứa nam                         | Garcinia cochinchinensis              |                 |
| Bứa rừng                        | Garcinia Oliveri                      |                 |
| Bứa lá thuôn                    | Garcinia oblongifolia                 |                 |
| Lạc tiên bốn cạnh/ Dưa gang tây | Passiflora quadrangularis             |                 |
| Ổi                              | Psidium guajava                       |                 |
| Dứa gai                         | Pandanus tectorius                    |                 |
| Hydnora abyssinica              | Hydnora abyssinica                    |                 |
| Ice-cream bean                  | Inga edulis                           |                 |
| Ilama                           | Annona diversifolia                   |                 |
| Mít                             | Artocarpus heterophyllus              |                 |
| Đào tiên                        | Crescentia cujete                     |                 |
| Côla                            | Cola nitida                           |                 |
| Keluak                          | Pangium edule                         |                 |
| Lê ki ma                        | Pouteria lucuma                       |                 |
| La hán quả                      | Siraitia grosvenorii                  |                 |
| Lý                              | Syzygium jambos                       |                 |
| Táo Mamey                       | Mammea americana                      |                 |
| Chanh leo xanh                  | Passiflora incarnata                  |                 |
| Chay lá to                      | Artocarpus lakoocha                   |                 |
| Mít nài                         | Artocarpus rigidus                    |                 |
| Me nước/ me keo                 | Pithecellobium dulce                  |                 |
| Mãng cầu dại                    | Annona montana                        |                 |
| Naranjilla/ Lulo                | Solanum quitoense                     |                 |
| Cam Natal                       | Strychnos spinosa                     |                 |
| Nhàu                            | Morinda citrifolia                    |                 |
| Đu đủ                           | Carica papaya                         |                 |
| Chanh leo tím                   | Passiflora edulis                     |                 |
| Chanh leo chuối                 | Passiflora tripartita var. mollissima |                 |
| Pawpaw                          | Asimina triloba                       |                 |
| Pepino/ Dưa Nam Mỹ              | Solanum muricatum                     |                 |
| Hồng                            | Diospyros kaki                        |                 |
| Dứa                             | Ananas comosus                        |                 |
| Lựu                             | Punica granatum                       |                 |
| Bình bát                        | Annona glabra                         |                 |
| Măng cụt                        | Garcinia mangostana                   |                 |
| Red fruit (dứa đỏ)              | Pandanus conoideus                    |                 |
| Salak/ Quả da rắn               | Salacca zalacca                       |                 |
| Salak/ Mây Thái                 | Salacca wallichiana                   |                 |
| Sấu đỏ                          | Sandoricum koetjape                   |                 |
| Soncoya                         | Annona purpurea                       |                 |
| Mãng cầu xiêm                   | Annona muricata                       |                 |
| Sapoche Nam Mỹ/ Chupa chupa     | Quararibea cordata                    |                 |
| Khế                             | Averrhoa carambola                    |                 |
| Na                              | Annona squamosa                       |                 |
| Chanh leo ngọt Colombia         | Passiflora ligularis                  |                 |
| Sung dại khô                    | Ficus sycomorus                       |                 |
| Me                              | Tamarindus indica                     |                 |
| Marang/ Mít ruột trắng          | Artocarpus odoratissimus              |                 |
| Lan Vani                        | Vanilla planifolia                    |                 |
| Hồng nhung                      | Diospyros blancoi                     |                 |
| Sung xanh                       | Ficus virens                          |                 |
| Mít dại                         | Artocarpus hirsutus                   |                 |
| Quách                           | Limonia acidissima                    |                 |
| Chanh leo vàng                  | Passiflora edulis f. flavicarpa       |                 |
| Lạc tiên /nhãn lồng             | Passiflora foetida                    |                 |
| Guồi                            | Willughbeia cochinchinensis           |                 |
| Dủ dẻ trâu                      | Anomianthus dulcis                    |                 |
| Bù dẻ hoa đỏ                    | Uvaria rufa                           |                 |
| Gáo trắng                       | Neolamarckia cadamba                  |                 |
| Gáo vàng                        | Nauclea orientalis                    |                 |
| Lá giang                        | Aganonerion polymorphum               |                 |
| Cám                             | Parinari anamensis                    |                 |
| Sim                             | Rhodomyrtus tomentosa                 |                 |
| Vàng nhựa                       | Garcinia Vilersiana                   |                 |
| Lười ươi                        | Scaphium macropodum                   |                 |
| Namu-namu                       | Cynometra cauliflora                  |                 |
| Nho Akebi, Mộc thông Nhật Bản   | Akebia quinata                        |                 |
| Tamarind lá nhỏ                 | Diploglottis campbellii               |                 |
| Sầu riêng mini                  | Durio oxleyanus                       |                 |
| Măng cụt vàng (Achacha)         | Garcinia humilis                      |                 |
| Chuối hột                       | Musa balbisiana                       |                 |
| Chuối Musa ingens               | Musa ingens                           |                 |
| Chuối hồng                      | Musa velutina                         |                 |
| Lạc tiên cảnh                   | Passiflora caerulea                   |                 |
| Guồi tây                        | Passiflora laurifolia                 |                 |
| Sapoche xanh                    | Pouteria viridis                      |                 |
| Đu đủ núi                       | Vasconcellea pubescens                |                 |
| Kubal                           | Willughbeia sarawacensis              |                 |

## Xương rồng và các loại trái cây mọng nước khác

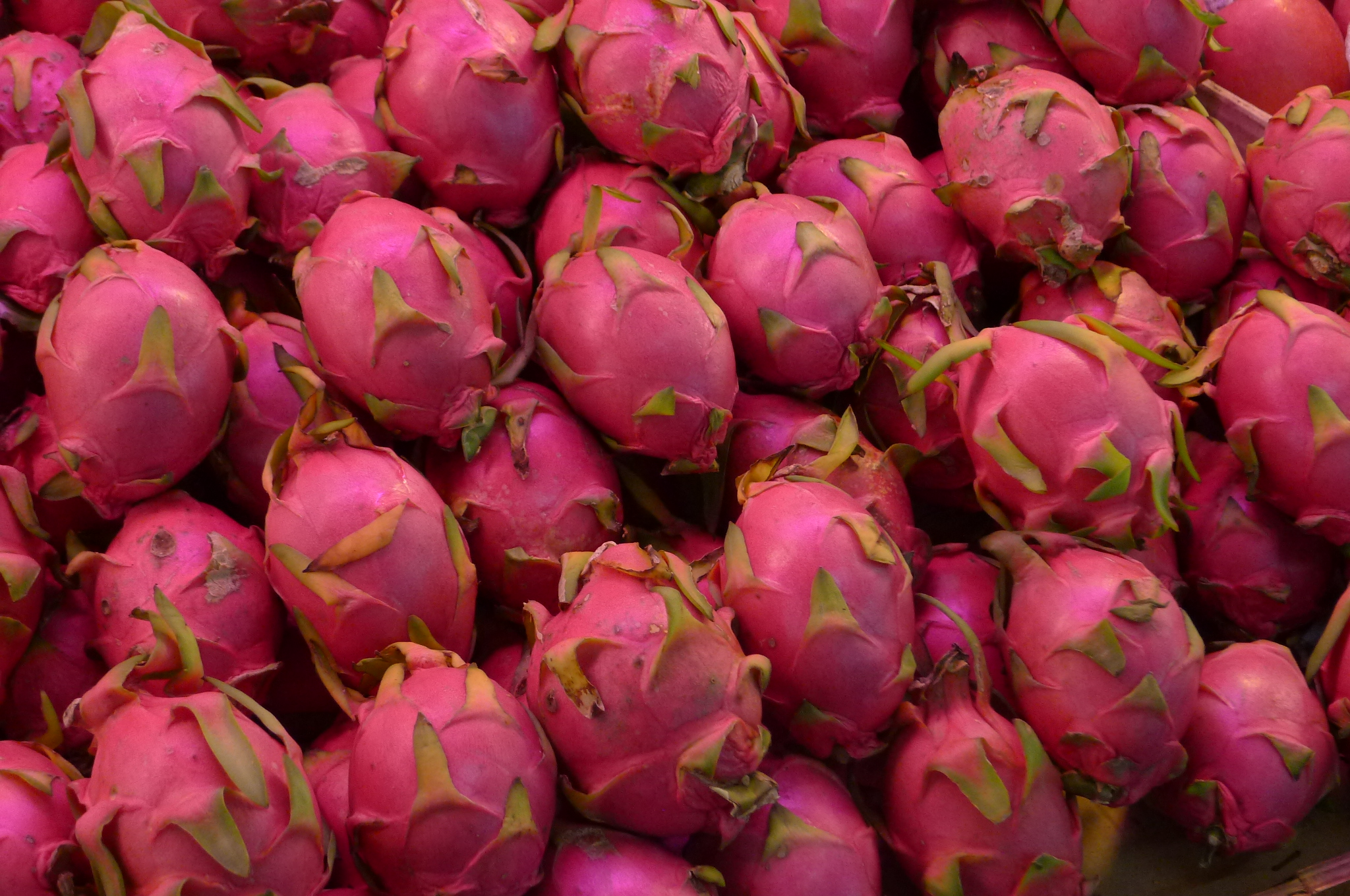
Nhiều quả thanh long

Xương rồng và các loại trái cây mọng nước khác là những loại trái cây có nguồn gốc từ xương rồng hoặc loài mọng nước.
| Tên thông thường   | Danh pháp hai phần   | Danh sách giống |
| ------------------ | -------------------- | --------------- |
| Thanh long         | Hylocereus undatus   |                 |
| Xương rồng khế     | Cereus repandus      |                 |
| Xương rồng lê gai  | Opuntia ficus-indica |                 |
| Xương rồng Saguaro | Carnegiea gigantea   |                 |

## Thực vật có cấu trúc giống quả ăn được

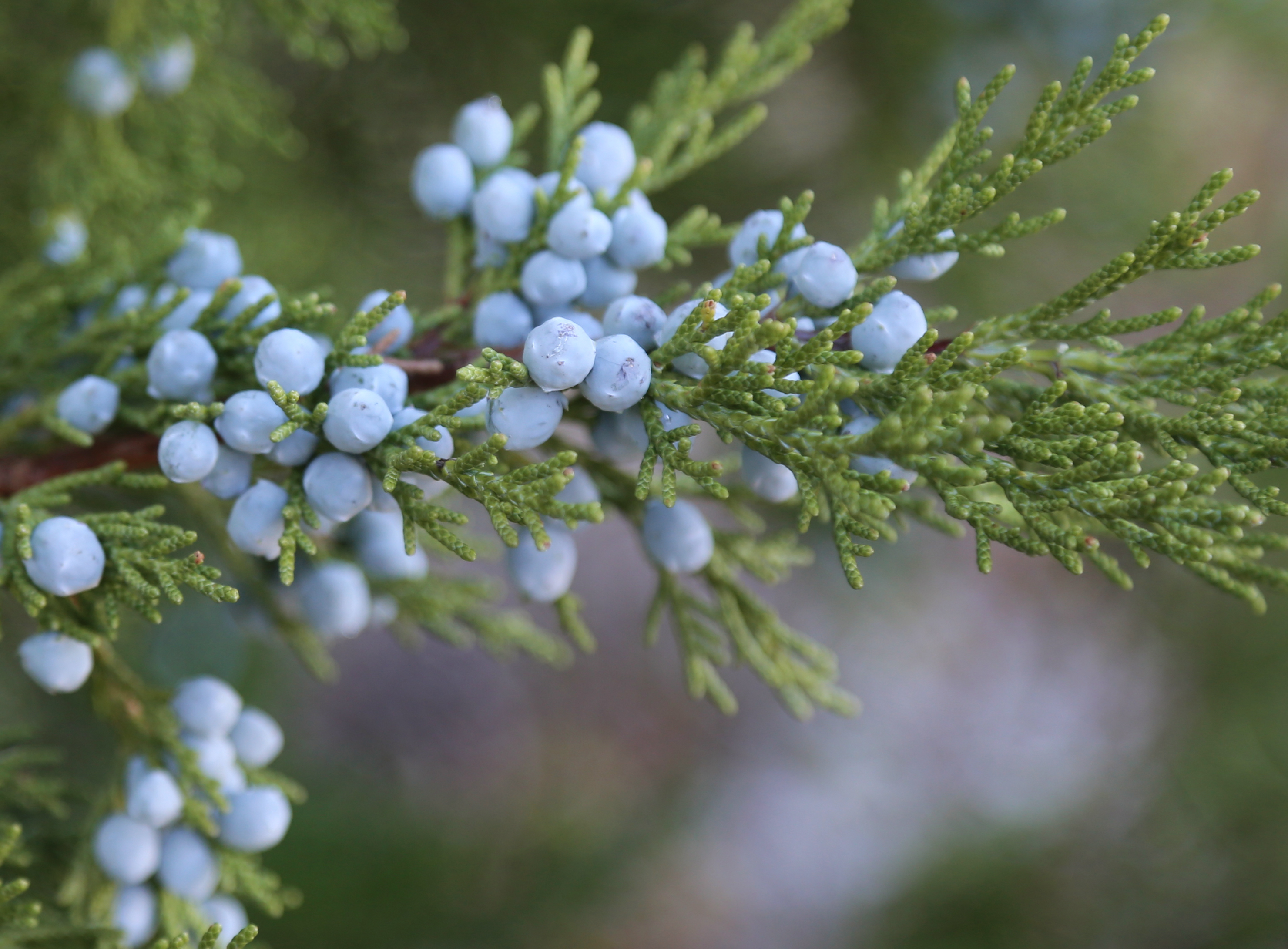
Quả bách xù

Thực vật có cấu trúc giống như trái ăn được không phải là trái thực thụ, nhưng được sử dụng giống như vậy.
| Tên gọi thông thường | Danh pháp hai phần       | Danh sách giống |
| -------------------- | ------------------------ | --------------- |
| Bách xù              | Juniperus communis       |                 |
| Kahikatea            | Dacrycarpus dacrydioides |                 |
| Kim giao             | Nageia nagi              |                 |
| Khúng khéng          | Hovenia dulcis           |                 |
| Đại hoàng            | Rheum × hybridum         |                 |
| Rimu                 | Dacrydium cupressinum    |                 |
| Bạch quả             | Ginkgo biloba            |                 |
| Thông Triều Tiên     | Pinus koraiensis         |                 |
| Thông Chilgoza       | Pinus gerardiana         |                 |